# Креслення архітектора

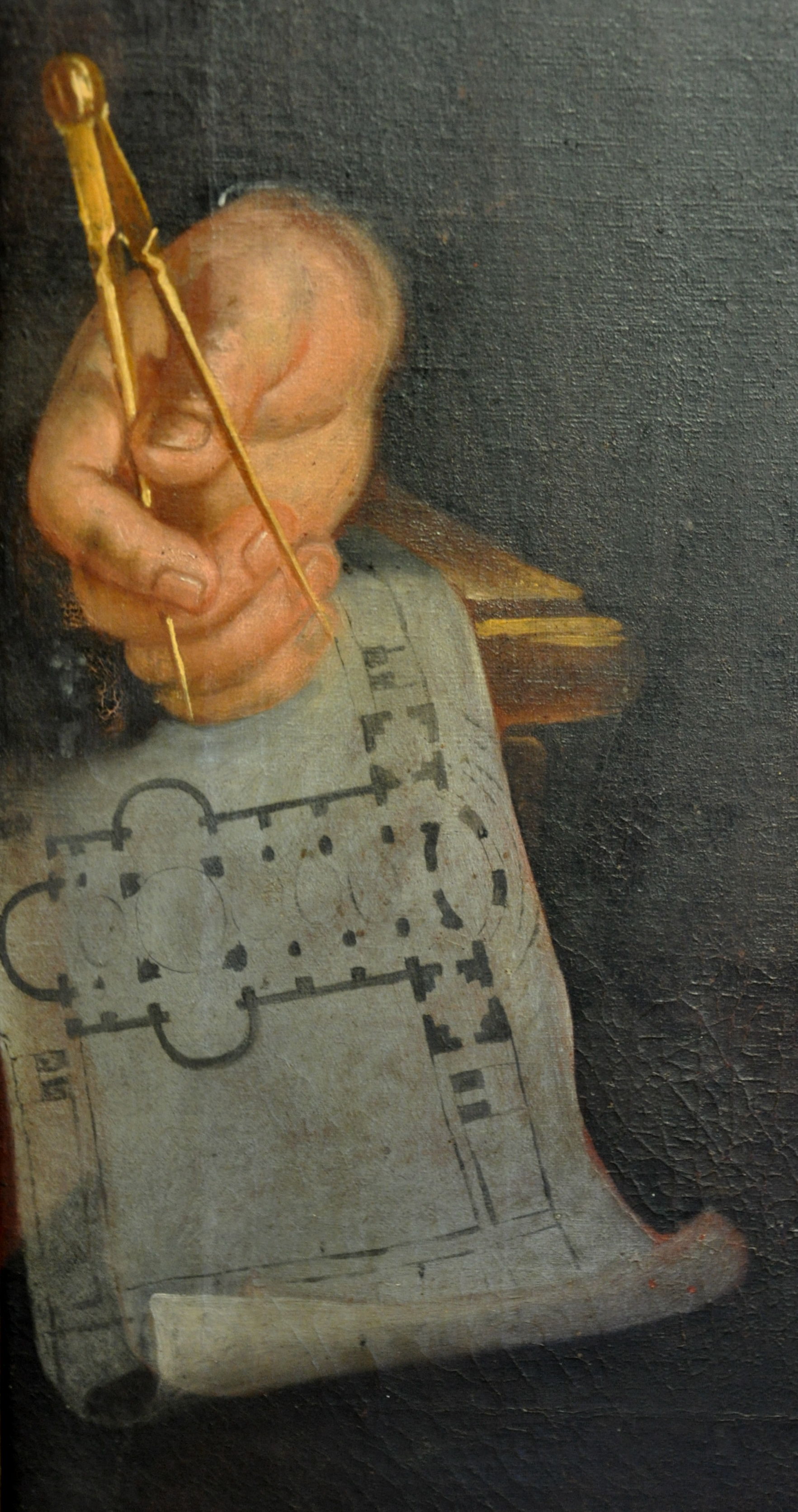
Базиліка, поземний план. Фрагмент портрету 1718 року.

Караван-сарай Амін-Абад біля міста Шахрез, Іран. 16-18 ст.

Креслення архітектора, або Архітектурна графіка — графічний образ ідеї архітектора в кресленні з масштабом. Це детальна розробка плану майбутньої будівлі(або саду у ландшафтного архітектора)з використанням умовних позначок майбутніх фундаментів, стін, пілонів або колон, з позначкою майбутніх вікон, дверей. Ген. план дозволяє показати розташування будівлі або ансамбль будівель на місцевості з означенням сторін світу. Креслення архітектора тісно пов'язане з математичними розрахунками і вказівками розмірів майбутньої будівлі, співвідношенню його частин(масштаб).Використовується як в проєктуванні нових побудов, так і фіксаційних планів існуючих або зруйнованих будівель. Сучасну архітектурну графіку поділяють на класичну і цифрову. Класична подається олівцями, папером, фарбами. Цифрова використовує обчислювальні системи.

## Єгипет
Перші креслення віднайдені в Давньому Єгипті, де склалася потужна школа математиків і геометрів. Широке використання каменю дозволило зберегти перші зразки креслень архітекторів. Серед них є навіть перші плани давніх садів навколо басейнів з водою. Деякі плани збереглися на фресках та в малюнках папірусів (сад біля басейну на папірусі 16-11 ст. до н. е. в збірці Британського музею, Лондон).
Детальніший план саду біля басейну зберігся на стінопису з Фів в гробниці Рехміра, 18 династія (Метрополітен, Нью-йорк).Сад на кресленні подано зверху. Три ряди дерев намальовані як радіуси кола-від центру на всі боки. Умовність креслення митця Давнього Єгипту не заважає сучасному архітектору перекласти давній план на сучасне креслення із збереженням всіх якостей оригіналу.

## Римська імперія

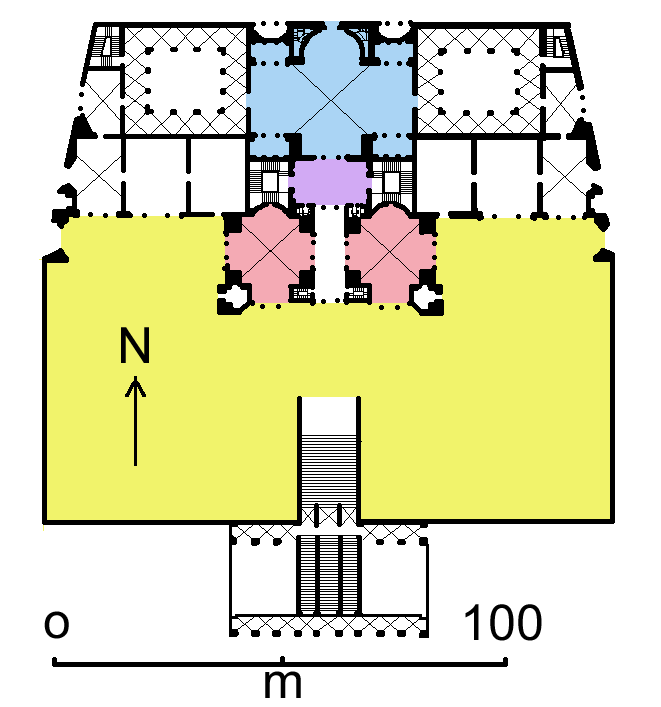
Терми імператора Тіта, план
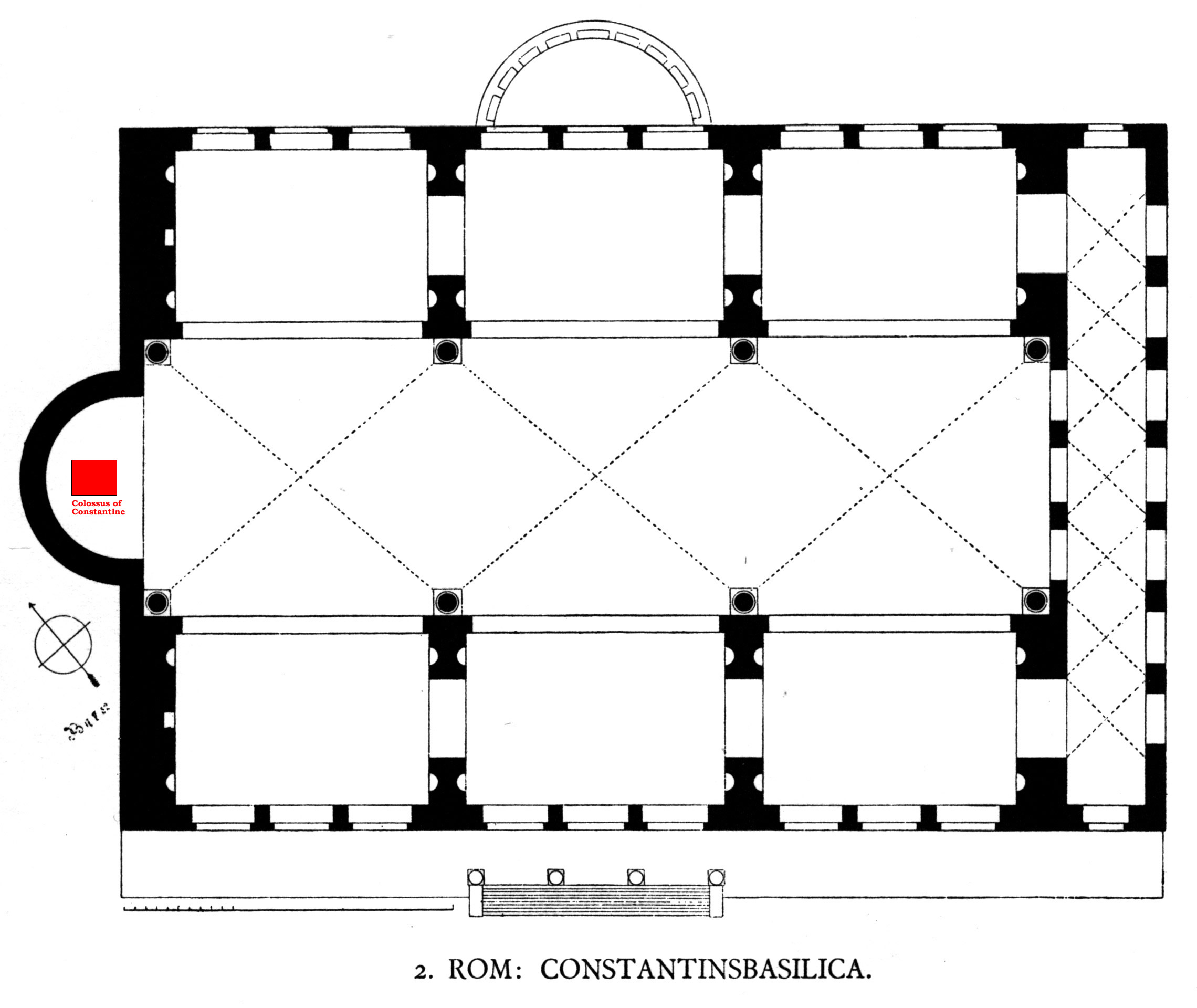
Базиліка Максенція, Рим, план
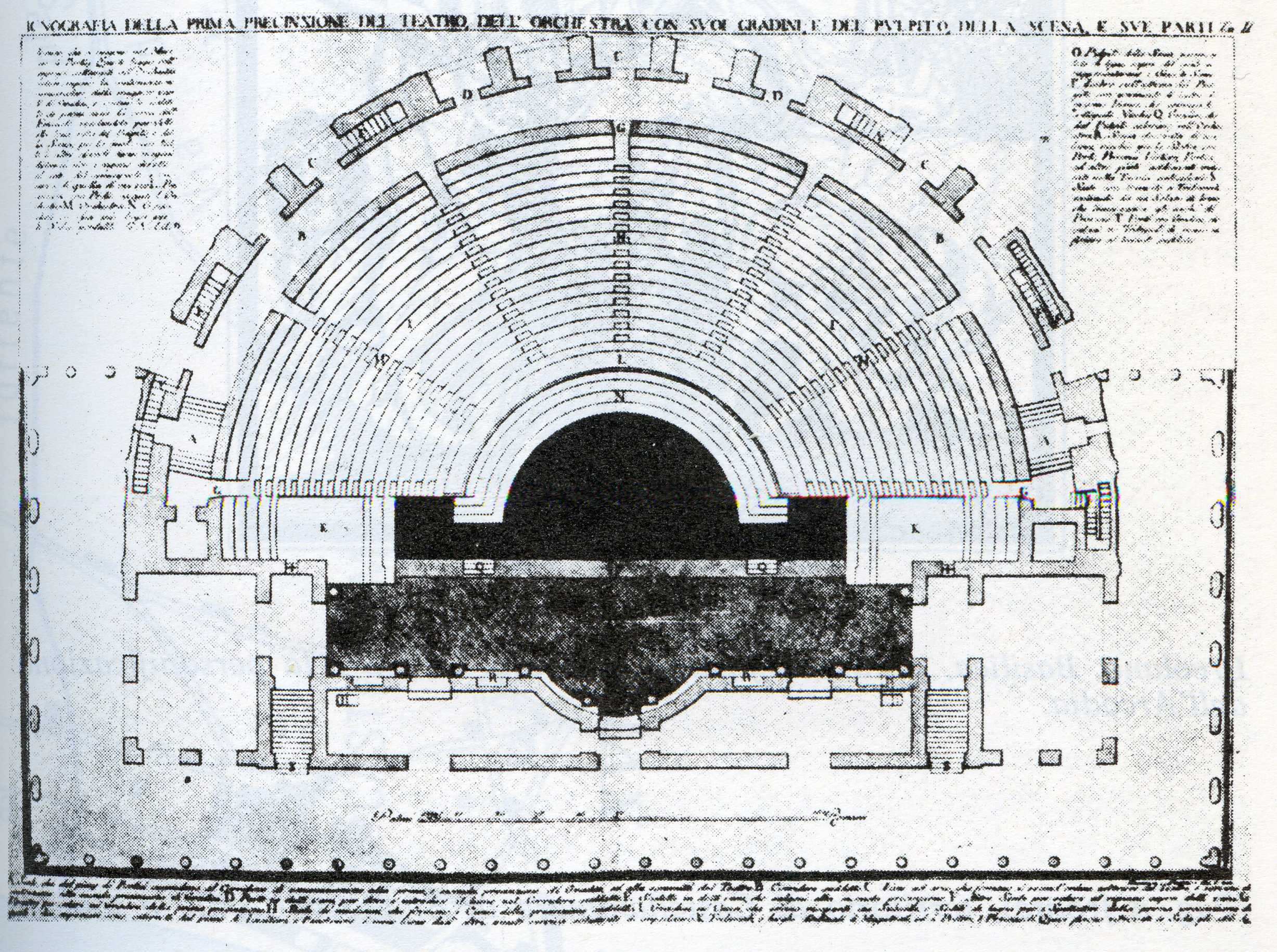
місто Геркуланум, театр, план
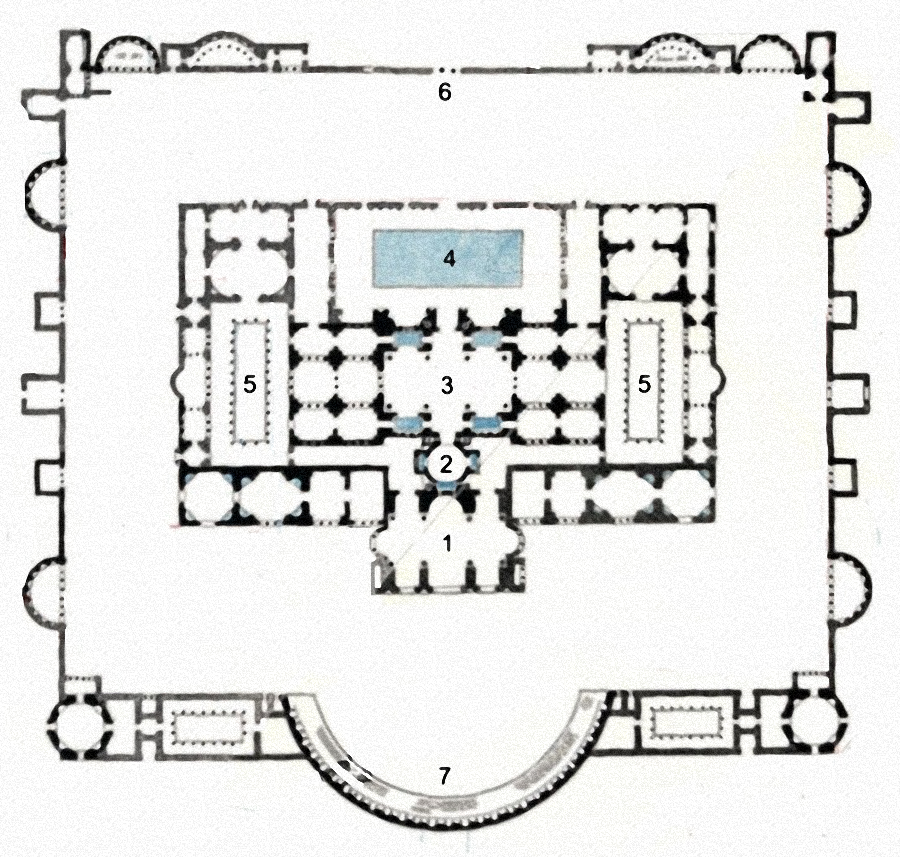
Терми Діоклетіана. На плані: 1-Caldarium; 2-Tepidarium; 3—холодні ванни(Frigidarium); 4—Natatio; 5-Palaestra; 6—Вхід; 7-Екседра.

## Середньовічна Вірменія

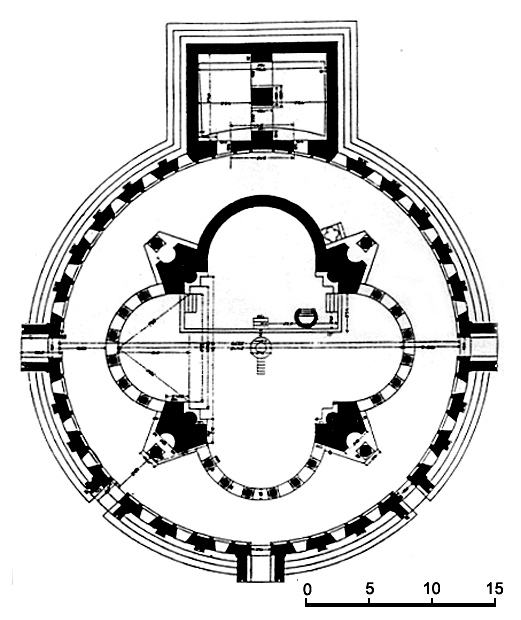
План храму Звартноц в Вірменії. 643—652 рр. Рівнобічний хрест вписано в ротонду.

Своєрідна і цікава архітектурна школа склалася в середньовічній Вірменії. Країна одна з перших зробила християнство державною релігією, за що вірменську церкву називають Апостольською. Для релігійних церемоній було побудовано багато церков. Новий тип храму був прийнятий вже в 6-7 століттях. Найбільше поширення мали хрестово-купольні храми без розділу інтер'єру храму на нефи. Цей тип храмів називають триконхами і тетраконхами, бо в їх плані три- або чотиричасна споруда. Зовнішня схожість храмів не відбилася на одноманітності планів. Серед них є свої високі досягнення і шедеври, наприклад, план храму Звартноц 643—652 рр., де в храм ротонду вписано рівнобічний хрест з напівциркульними кінцями. Порівняємо з планом церкви Сергія і Вакха в Константинополі.

## Середньовіччя

План церкви Сергія и Вакха в Константинополі.

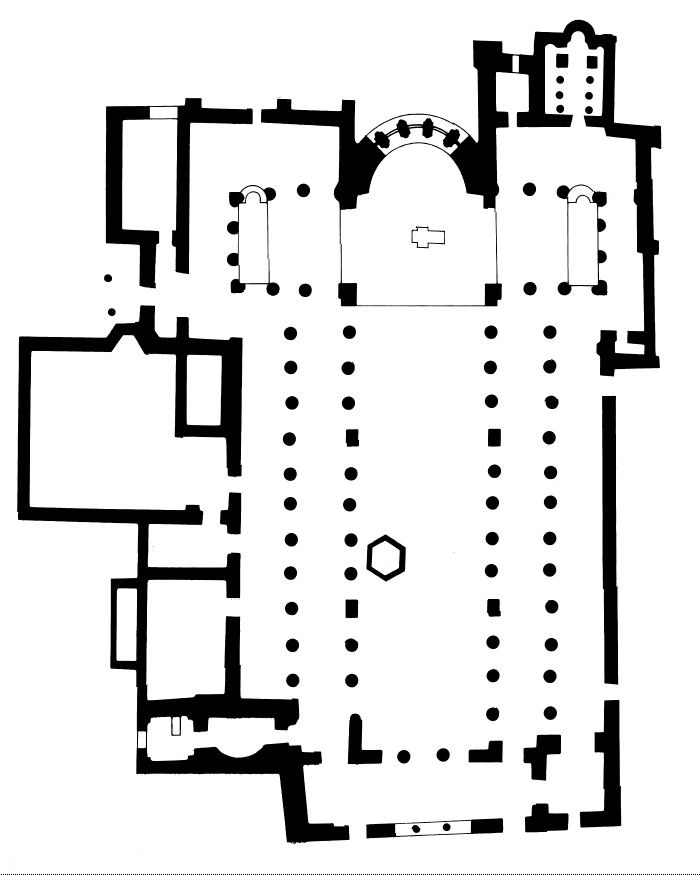
План базиліки Св. Дімитрія

Занепад математичних знань позначився на планах середньовічних будівель. Показовим є креслення плану базиліки Святого Дімитрія в Салоніках 4 ст. н. е.

## Романський стиль
Він передував стилю готики і по різному відзначився у мистецтві різних країн. Дослідники вважають, що у франції він протримався років 200. А в деяких регіонах країни позиції романського стилю були такі слабкі, що він швидко вийшов з використання. Особливо слабкими позиції романики були в Іль-де Франсі, де розквітликласичні зразки готичних соборів у Парижі, Реймсі, Шартрі.
Романика в Німеччині проіснувала довше. І деякий час співіснувала з готикою, що дало компромісні, але дуже цікаві зразки соборів у Майнці, Бамбергу, Вормсі, Наумбурзі.
Довго утримували свої позиції романика і готика і в Іспанії. Навіть останній з великих соборів Іспанії - у Севільї - навмисне будували в готичному стилі, хоча вже добре знали про інші зразки і типи соборів.

План церкви Св.Клемента в таулі,Лерида,Іспанія Lérida
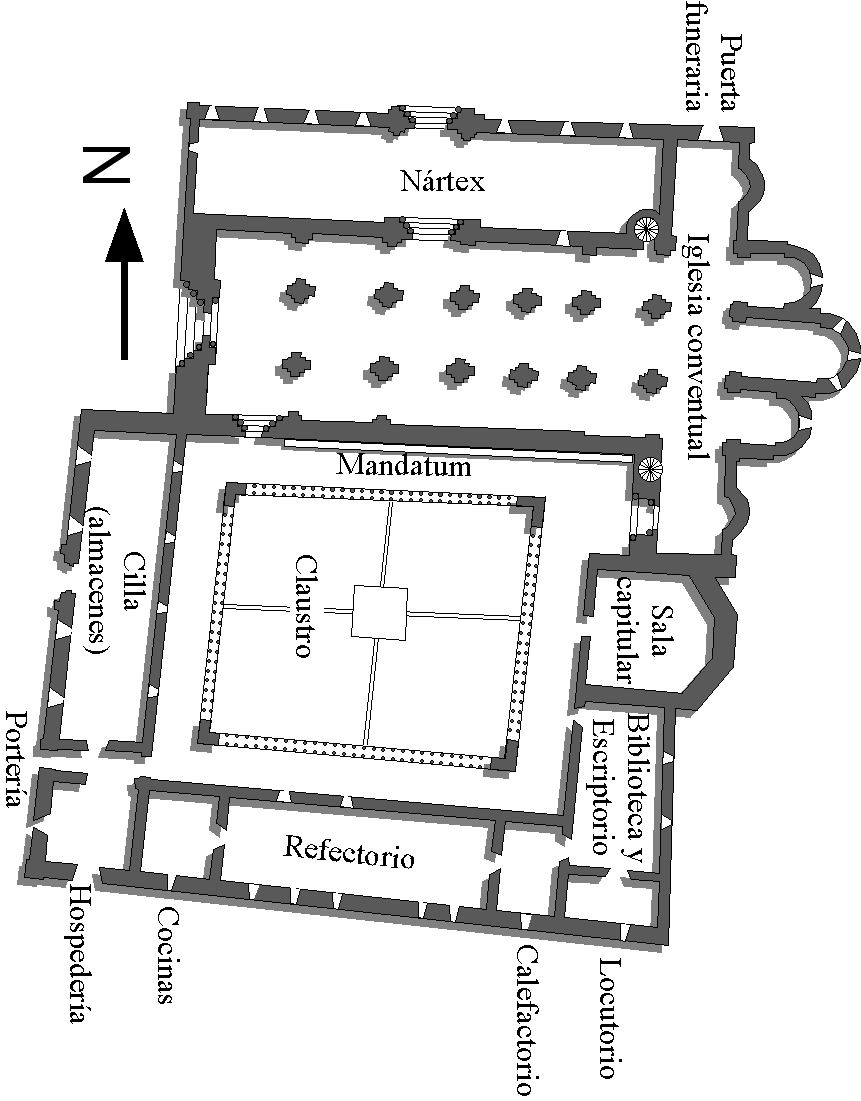
Примітивний план монастиря Санто Домінго де Сілос, 12 ст. Іспанія
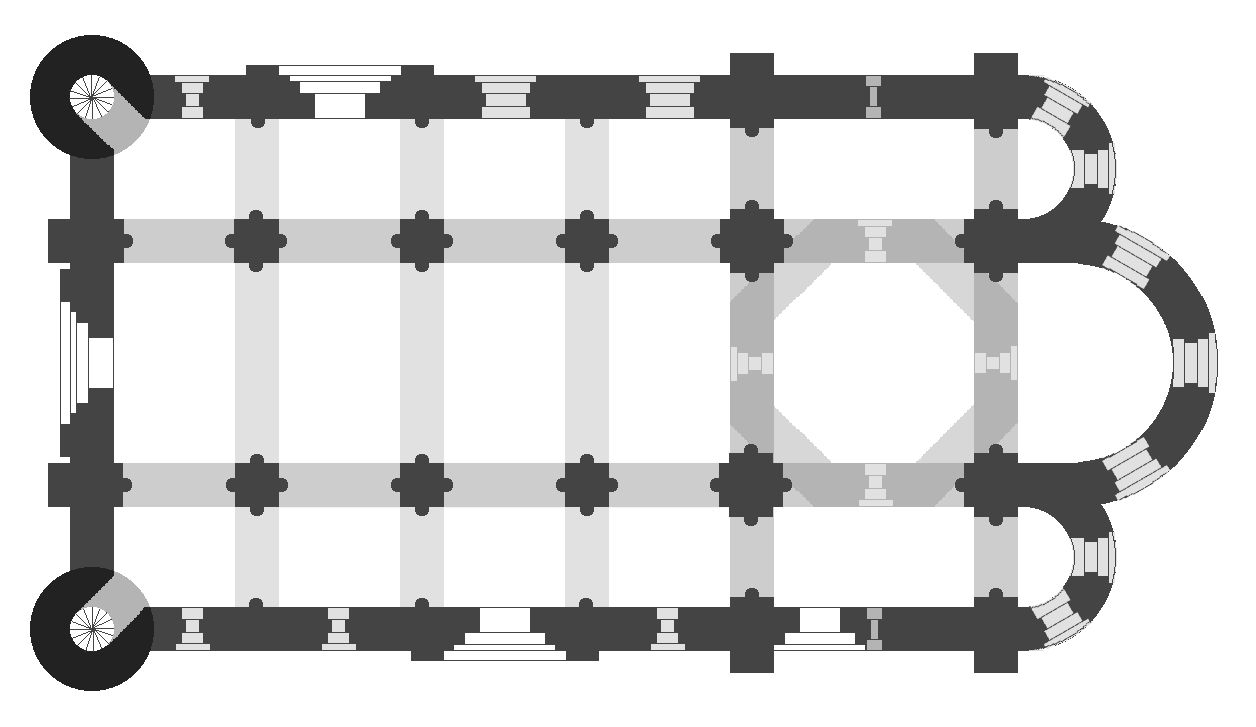
San Martín de Fromista: planta. En el Camino de Santiago, promovida por la reina de Navarra, doña Mayor, año 1066
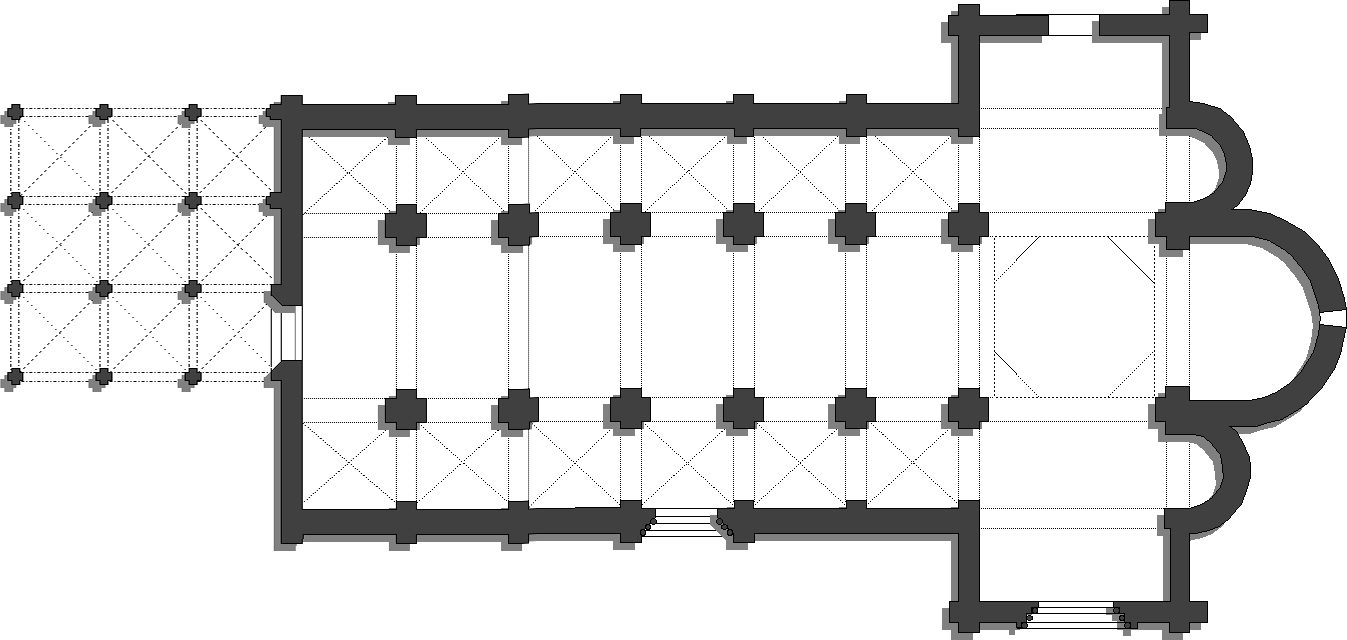
План церкви Сан Ісідоро де Леон, Іспанія

## Доба готики у Франції

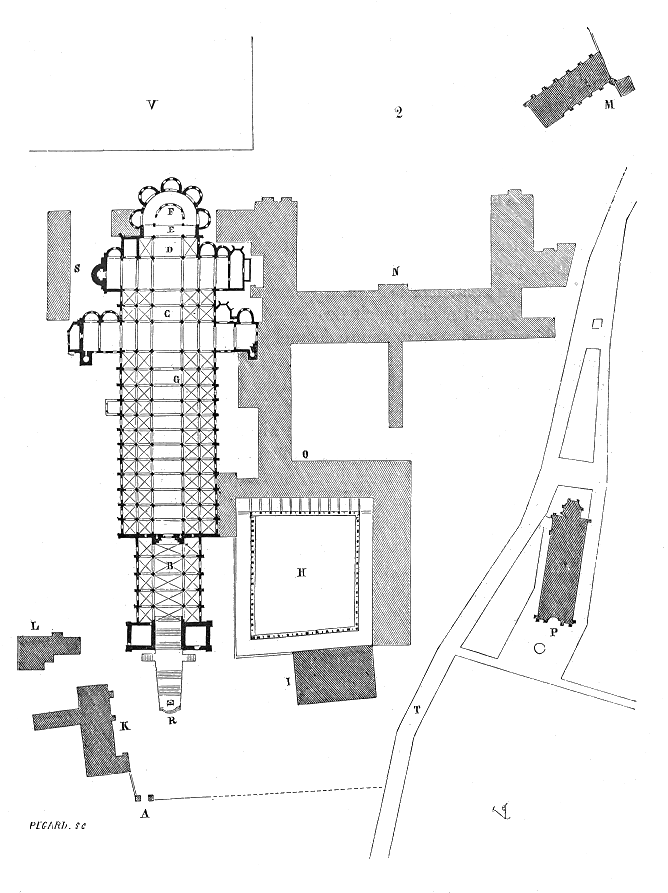
План абатства в Клюні 13 ст

Південна Франція раніше за інші регіони відновила економіку після занепаду 4 століття. Саме в південній Франції збереглося багато будівель Стародавнього Риму. І саме тут ченці були носіями математичних і будівельних знань.
Центром реформ у Франції стало абатство Клюні, що в Бургундії. ( Більше відоме подвір'я Клюні в Парижі, що було теж маєтком бенедиктінців, нині музей Клюні.) В Бургундії знаходився найстаріший з монастирів ордену бенедиктинців. Бібліотека монастиря нараховувала 570 манускриптів і була серед найбільших в тогочасній Європі. Саме тут приділяли велике значення зміцненню церкви як духовного закладу і розробили свій тип базиліки, яка найкраще відповідала умовам католицької меси.
Так виникла у 1088 році п'ятинефна базиліка з двома трансептами, вівтарна частина якої була розширена вінком каплиць. Після добудови в 1220 р.тринефного приміщення з заходу базиліка в Клюні зрівнялася в розмірах з головним храмом католицтва — базилікою Св. Петра в тогочасному Римі. Довжина базиліки Клюні досягла 187 метрів. Найбільша башта церкви сягала на 30 метрів.
Так звана третя базиліка Клюні виникла на місті двох попередніх і стала взірцем для майже всіх великих соборів Франції доби готики. Будівничі в Клюні повернулися до симетрії в плані, а креслення, попри практичне використання будівничими, набуло високих естетичних якостей. На жаль, базиліку зруйнували в 1807 році. Але фіксаційне креслення дає змогу побачити усю велич первинного задуму будівлі.

## Альбом зразків Віллара де Оннекура, початок 13 століття

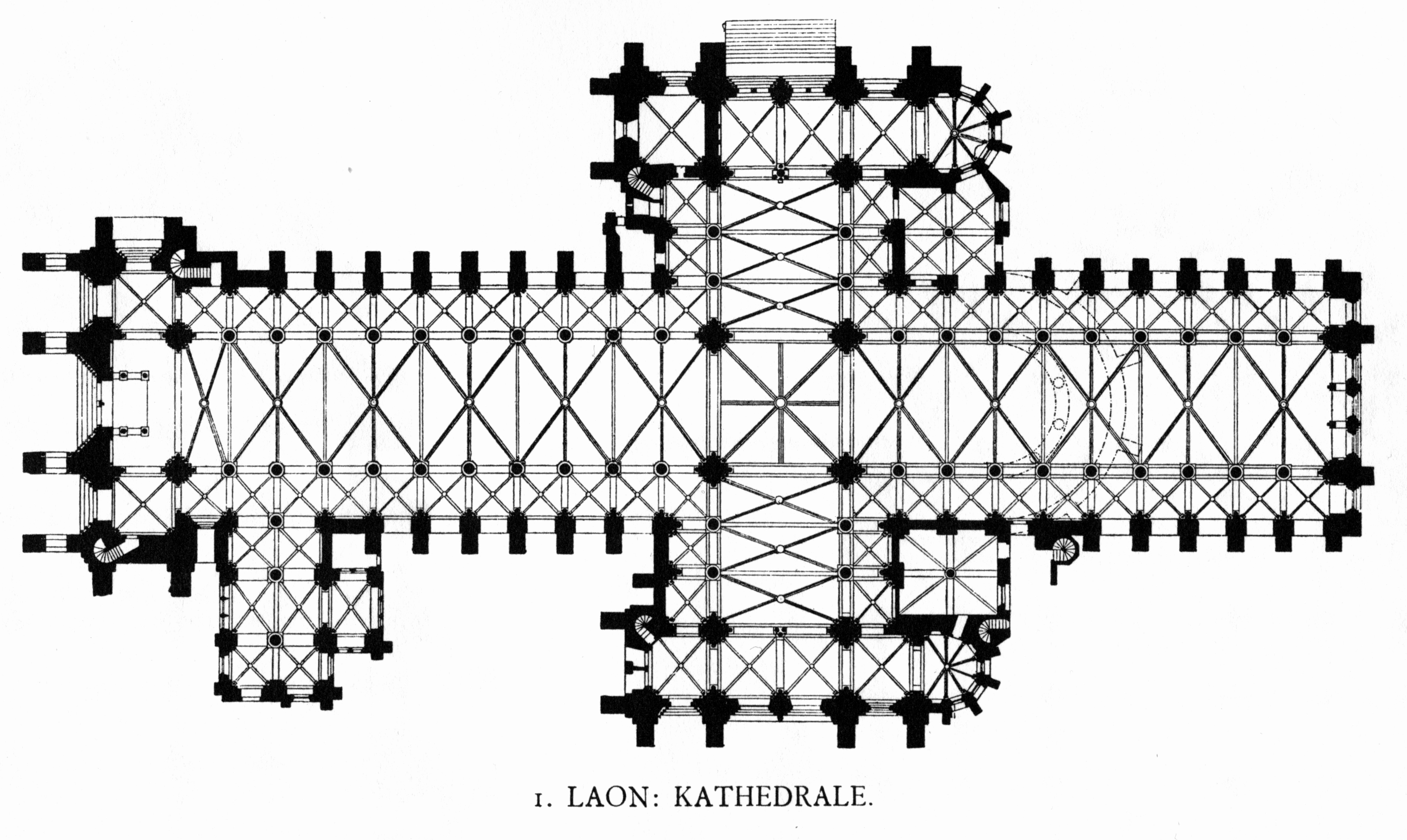
Катедральний собор в місті Лан (Ена), план.

Необхідність зберігати накопичені знання виникла давно. Слугувала цьому і писемність. Найскладнішим серед ремесел стало будівництво, бо без знання наук і досвіду майстрів-попередників успішне будівництво неможливе. Збереженню знань в добу готики почали слугувати писемність і народжене креслення архітектора, архітектурна графіка.
На ранішніх етапах Середньовіччя креслення виконували на дерев'яних дощечках-диптіхах, вкритих воском, як це було в пізньоантичну добу. В двох дошках робили заглиблення, яке вкривали воском. Навощені поверхні накладали одна на одну, а дошки зв'язували, щоби уникати псуванню напису або малюнку. Перші креслення архітектора дуже нагадували малюнки. І в альбомі де Оннекура вони розміщені поряд або це суміш малюнків і суто креслень.
За життя Оннекура для креслень архітектора використовують також камінь, пергамент і папір. Всі матеріали використовувались одночасно. Архітектурні креслення збереглися на кам'яних плитах в соборі Лиможа (Франція, бл.1300 р.), в соборах в Нарбанні і в Клермоні. Відомі і креслення собору Страссбурга на великих аркушах пергаменту.
Дослідники вважають, що Віллар де Оннекур почав створювати свій альбом зразків в період навчання і подорожей. Коли він став майстром, альбом слугував зразками, за якими він робив скульптури та архітектурні деталі. Після його смерті альбом слугує для навчання послідовників.
Жоден із збережених аркушів архітектора 13 ст. ще не має масштабу. Необхідність в ньому виникає пізніше. А поки що широко вживають метод пропорціонування.
Архітектурна графіка цієї доби нагадує сучасну технічну ілюстрацію, технічний ескіз. Саме за такими кресленнями виконували стовпи-опори, готичні вікна, навіть тесали камені необхідних профілів.
Для дослідників і істориків найцікавішим став аркуш з кресленням ідеального (тобто неіснуючого, вигаданого, взірцевого) хору готичної церкви, що зробили разом Віллар де Оннекур і архітектор П'єр де Кобрі. На кресленні точно позначені зовнішні контрфорси, внутрішні опори-стовпи, вінок каплиць, нервюрні склепіння тощо. На інших аркушах — варіанти хору, замальовки готичних вікон та ін.

## Шедевр креслень готики

Ц-ва Богородиці, Трір, Німеччина. Фіксаційний план.

Він виник в Німеччині. Тут було багато церков в перехідному стилі від романського до готики. Першою будівлею, що мала суто готичні риси, стала церква Богоматері в місті Трір. Вона центрична за планом, в основу якого покладено рівноконечний хрест. Видовжена лише вівтарна частина. Родзинкою церкви були дві каплиці в кожному куті хреста. Подібного розташування капличок не знала навіть класична країна готики — Франція. Винахід невідомого німецького майстра став шедевром креслення архітектора.

## Зразки планів готичних соборів

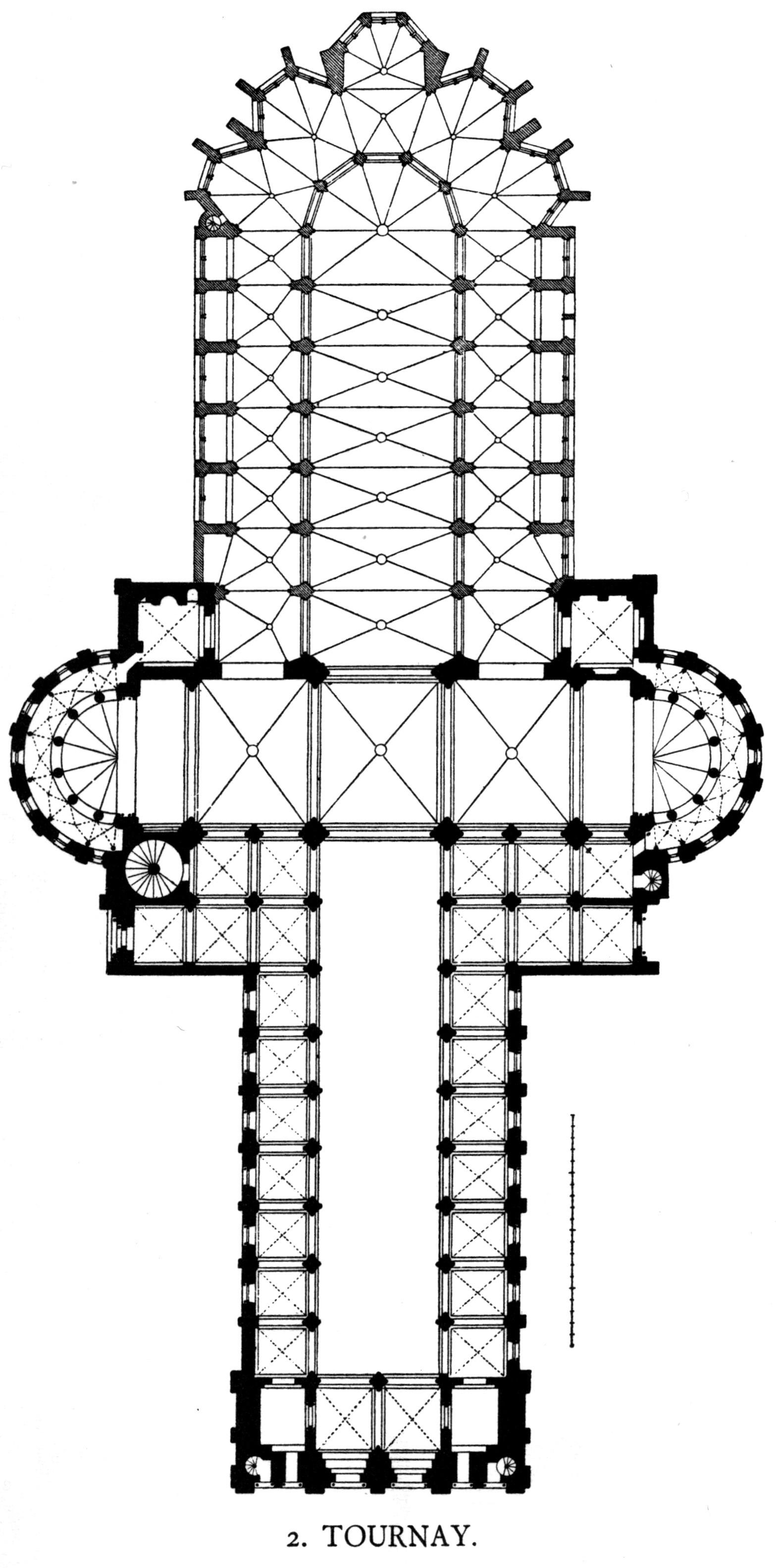
Собор в Тюрне
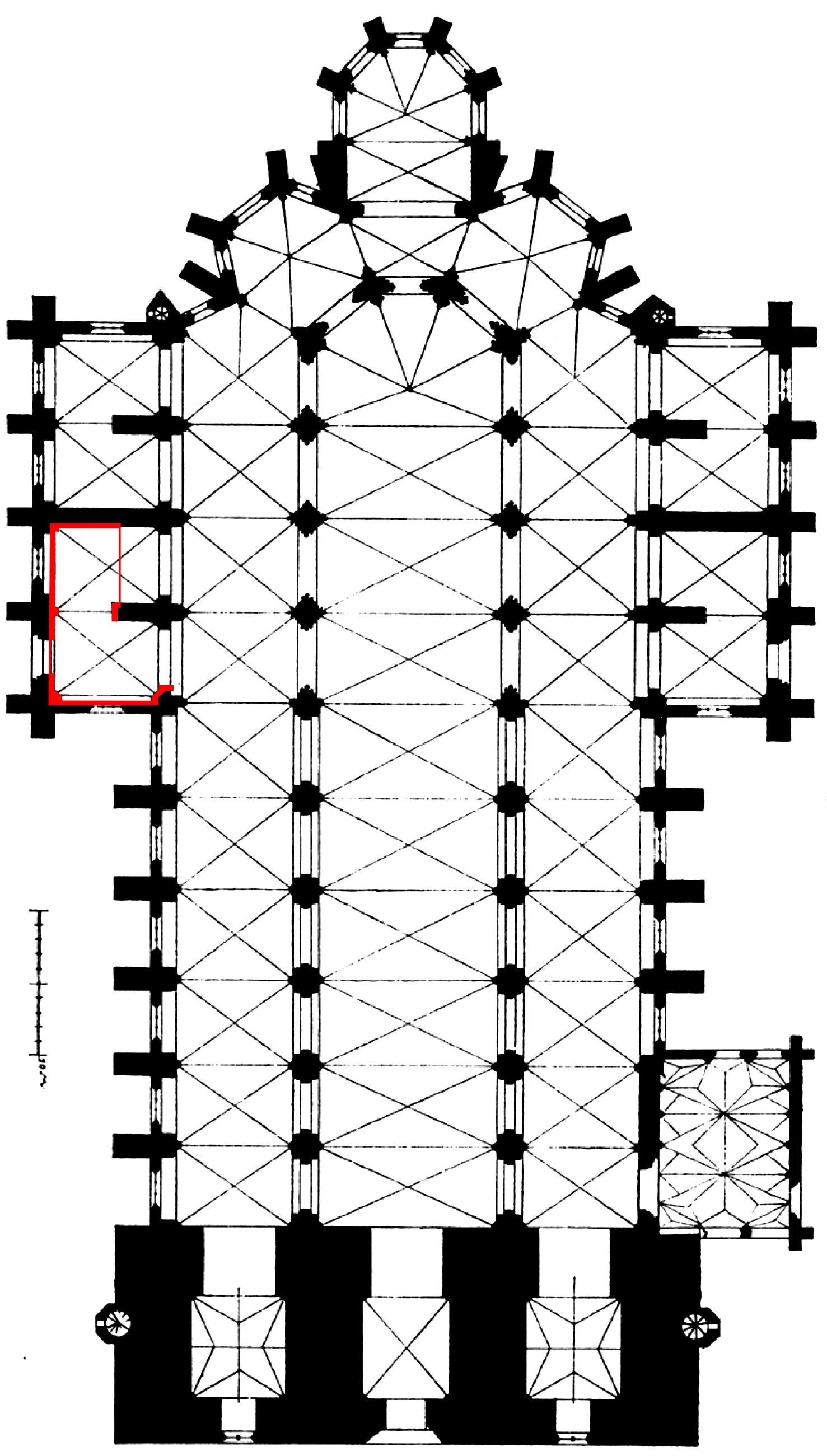
Любек, план собору Марієнкірхе доби готики
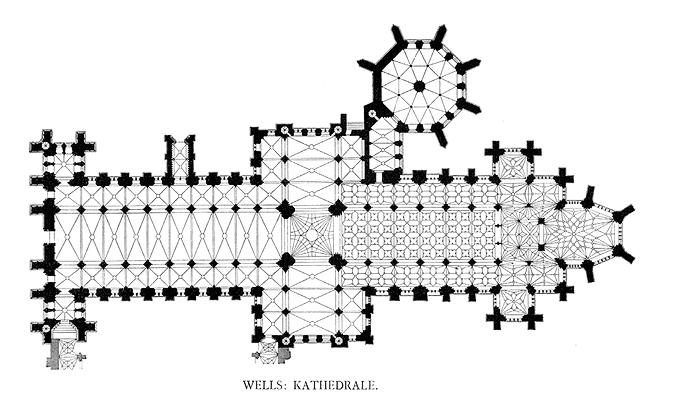
Британія, Уельс, готичний катедрал

## Еволюція спрощень у планах 12 ст. в давньоруській архітектурі

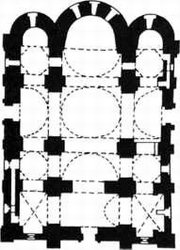
Кирилівська церква, 12 століття,  Київ, поземний план
Церква Покрова на Нерлі. Поземний план 1158 р.
Церква Благовіщення у Аркажах на озері Мячині поблизу Великого Новгорода, 1179 р., поземний план.
Церква Спаса на Нередиці, поземний план (вибудована 1198 р.). околиця Великого Новгорода.

## Архітектурна графіка Мікеланджело ( 1475 - 1564)

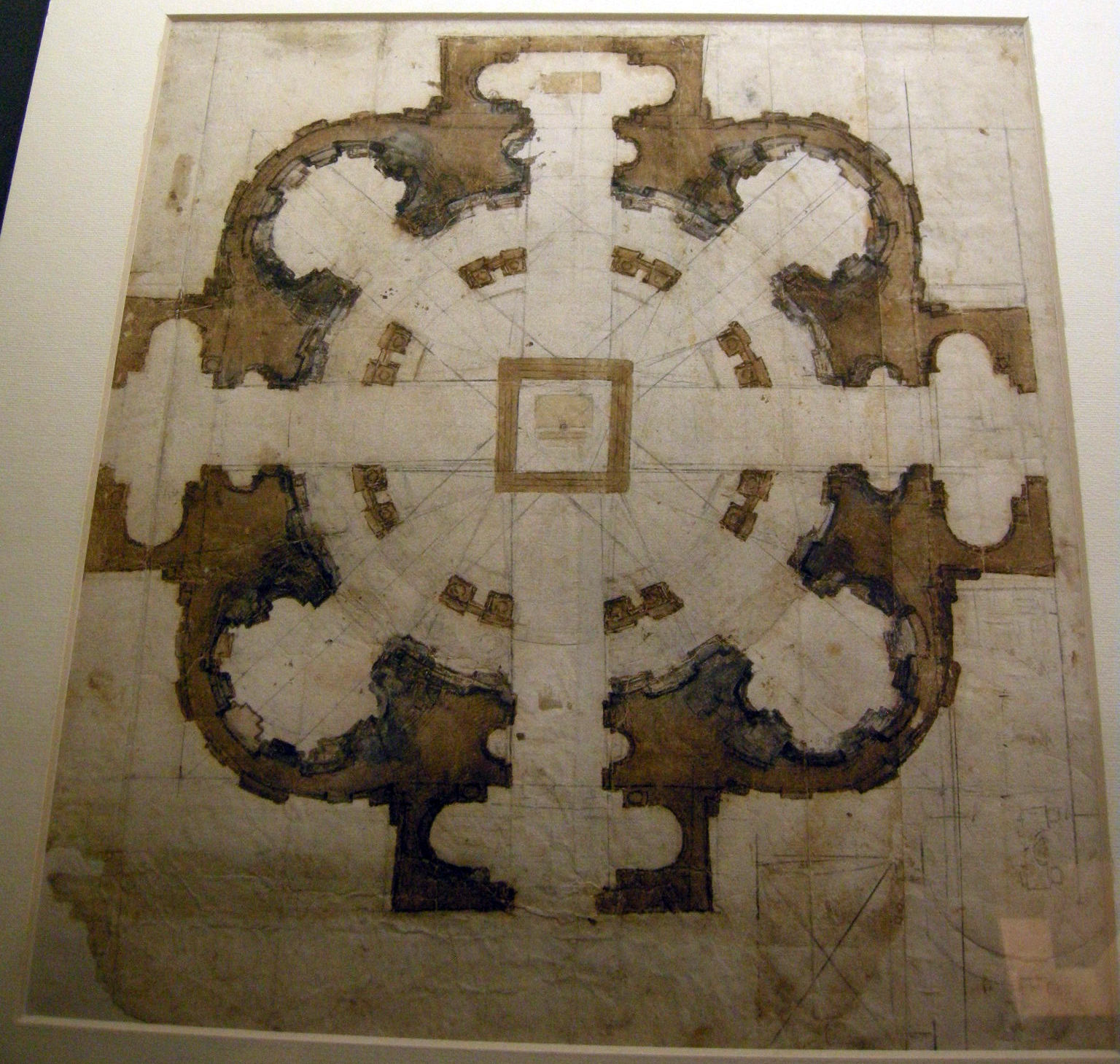
Проєкт плану церкви Сан Джованні деі Фьорентіні (Івана Хрестителя для флорентійців) для Риму.
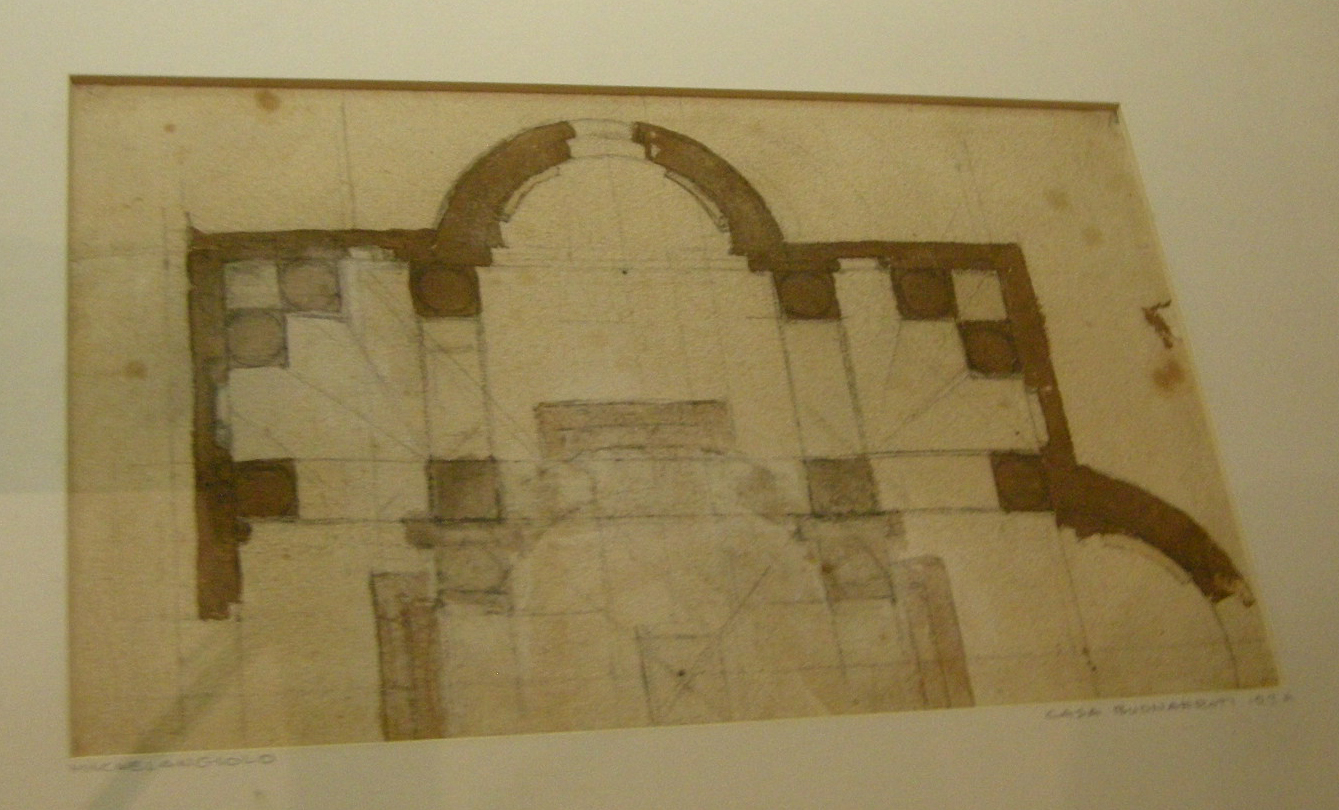
Мікеланджело. Проробка вівтарної частини.
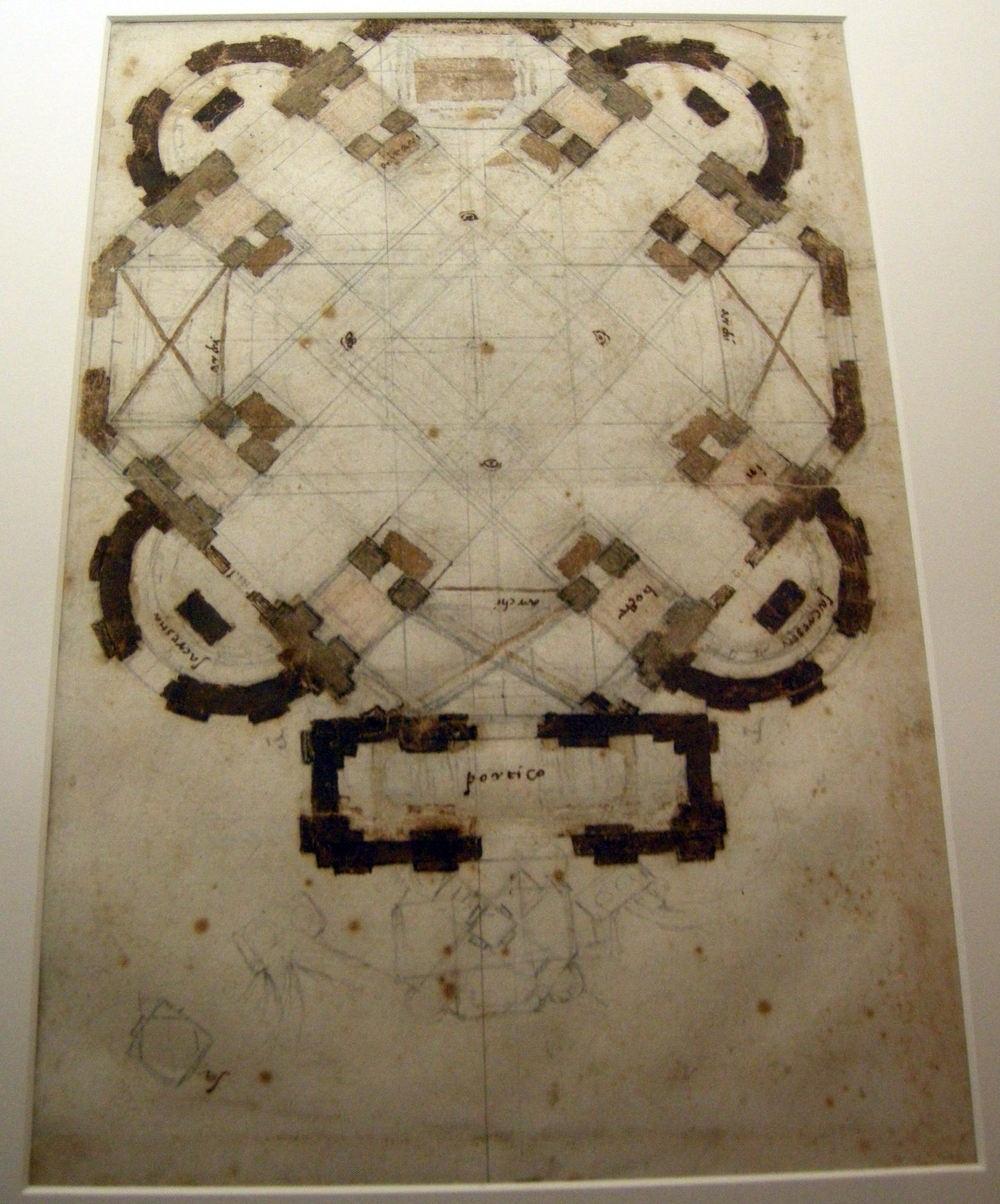
Варіант плану церкви Сан Джованні деі Фьорентіні для Риму( не здійснено).

## Обрані плани архітектурних пам'яток італійських архітекторів

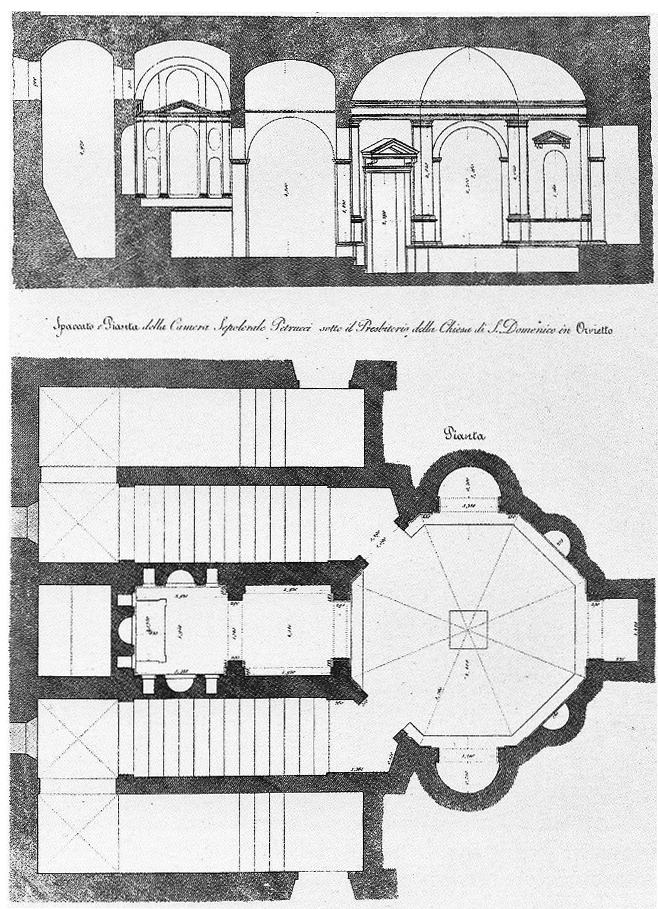
Мікеле Санмікелі. Каплиця Петруччі, церква Сан Доменіко, Орв'єто, повздовжний розріз і план

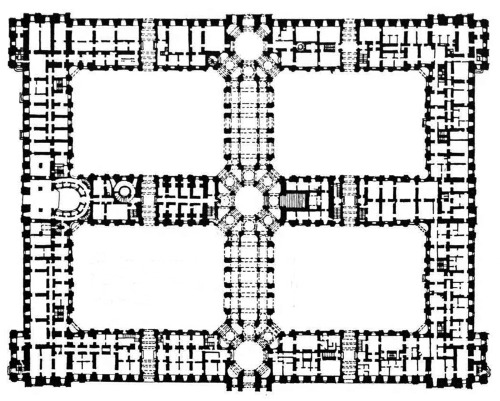
Луїджі Ванвітеллі. Палац Казерта, поземний план

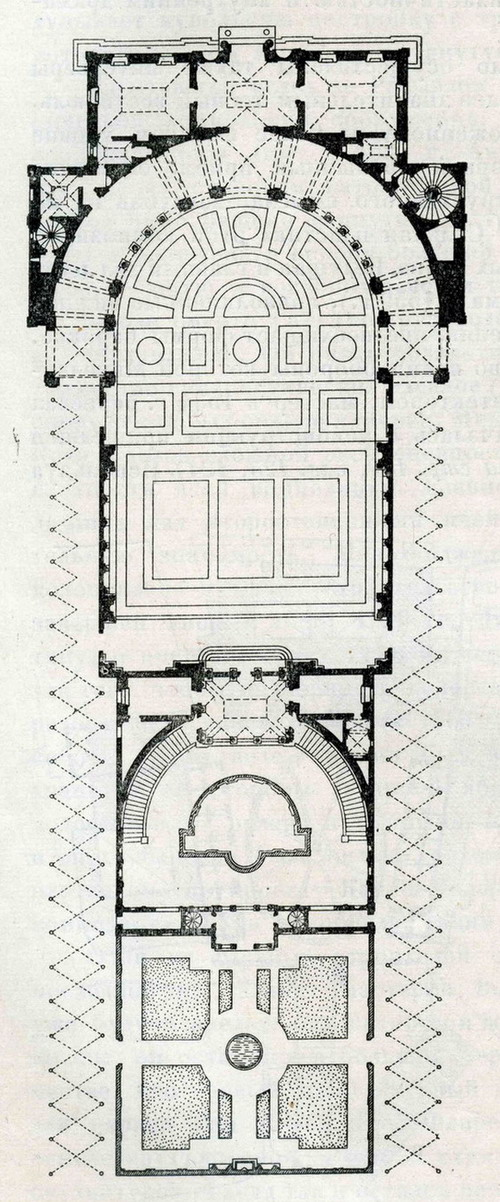
Джакомо да Віньола. Вілла Джулія
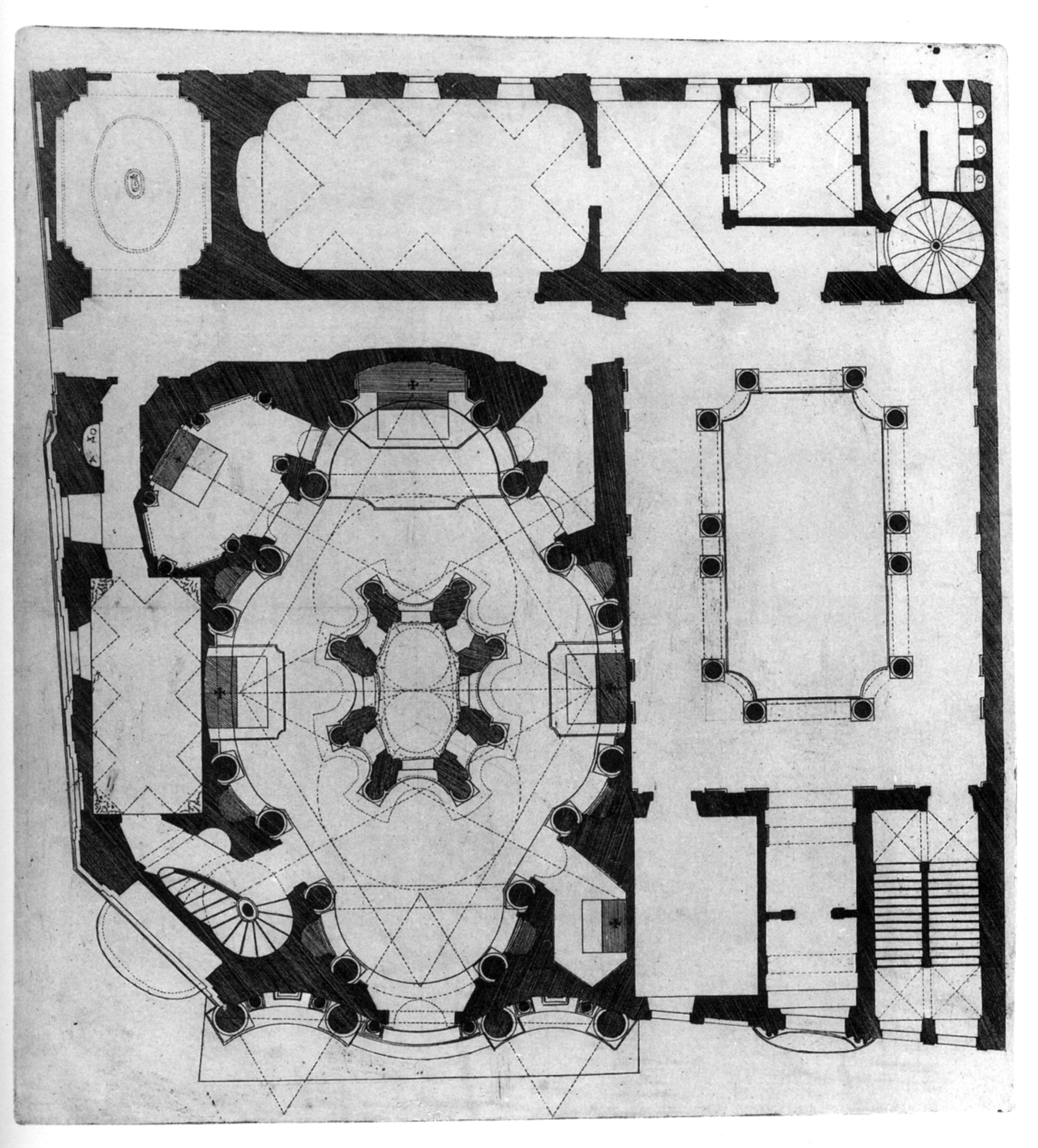
Франческо Борроміні. План церкви Св. Карла Борромео у чотирьох фонтанів
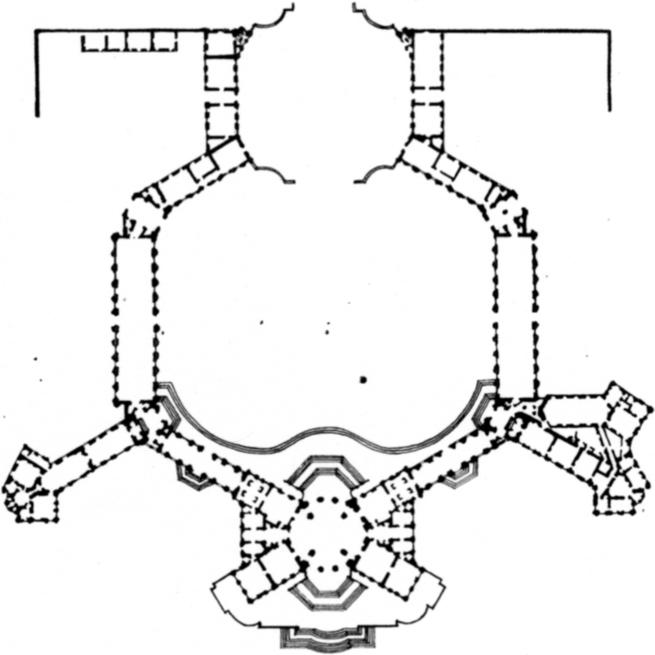
Турин. Палац Ступініджі з двома почесними дворами, план (Філіппо Ювара і Жермен Бофран ?)
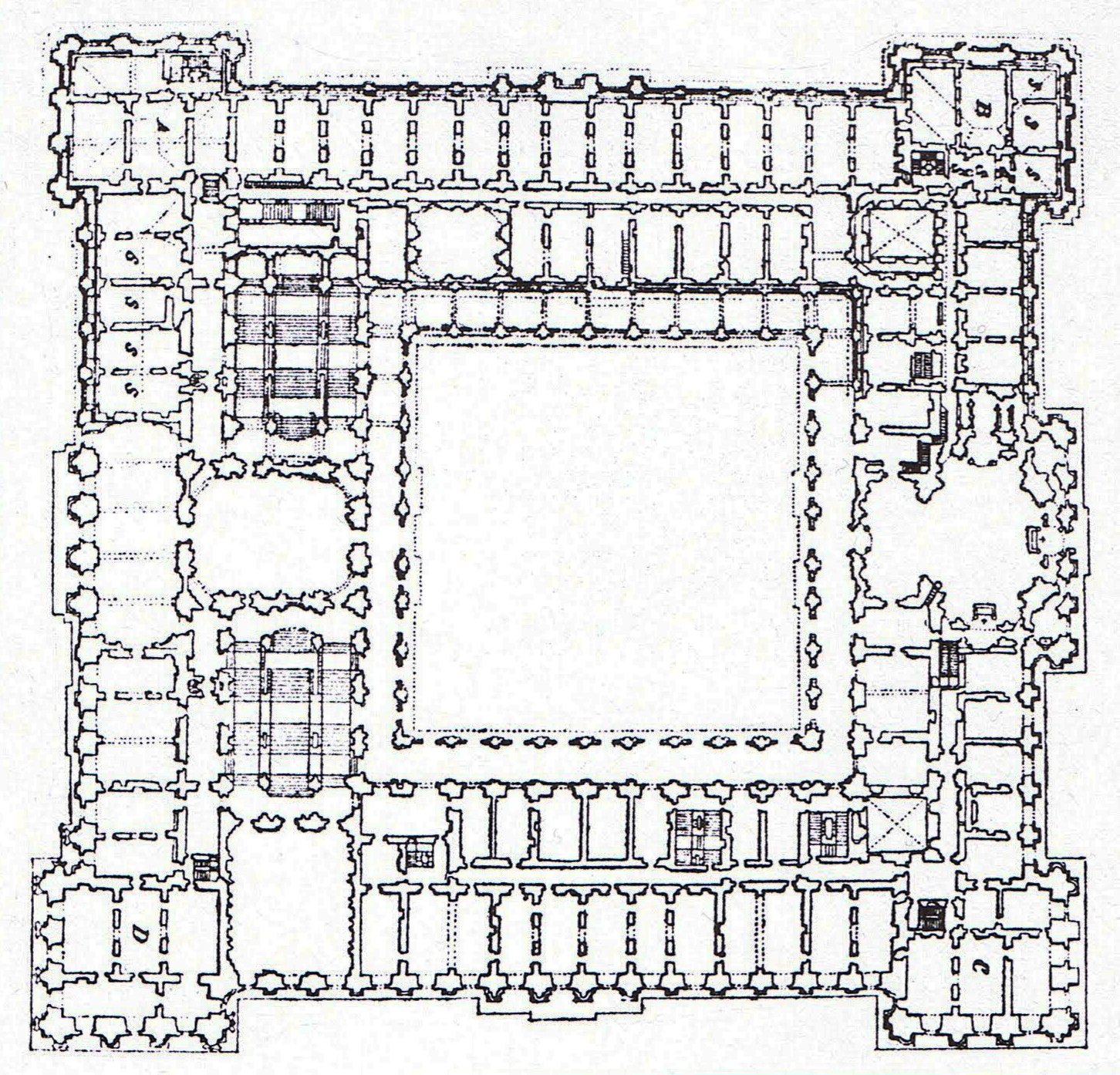
Філіппо Ювара, Королівський палац для Мадрида, план першої черги.

## Франція, доба Відродження
Шамбор (замок) виник у добу Відродження. Його план нагадує, що прийшли новітні часи і нові ідеї. Але їх втілення ще робиться по старому, звично. Тому замок прикрашено високими дахами, а над ними ліс башт і башточок, як це було в добу готики.
Автора плану встановити не вдалося. Є відомості, що до нього причетний архітектор Доменіко да Кортона, відомого під ім'ям Боккадор.
Після так званих Італійських воєн королі Франції і аристократи познайомились з надбанням культури Італії доби Відродження. Декотрих майстрів Італії запросили на роботи в королівських резиденціях - найбільш відоме Фонтенбло ( Школа Фонтенбло). Король Генріх II одружився з Катериною Медичі з Флоренції. Королева - італійка мала інші смаки і замовила декілька проєктів. Найцікавішим був проєкт перебудови замку Шенонсо. На жаль, не було умов для його здійснення, але проєктний план Шенонсо зберігся.

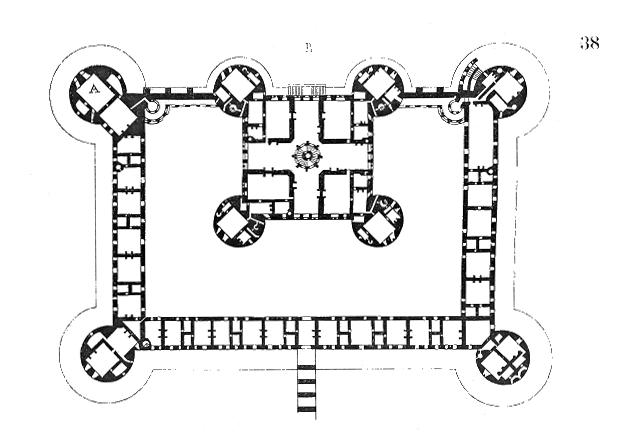
План замку Шамбор
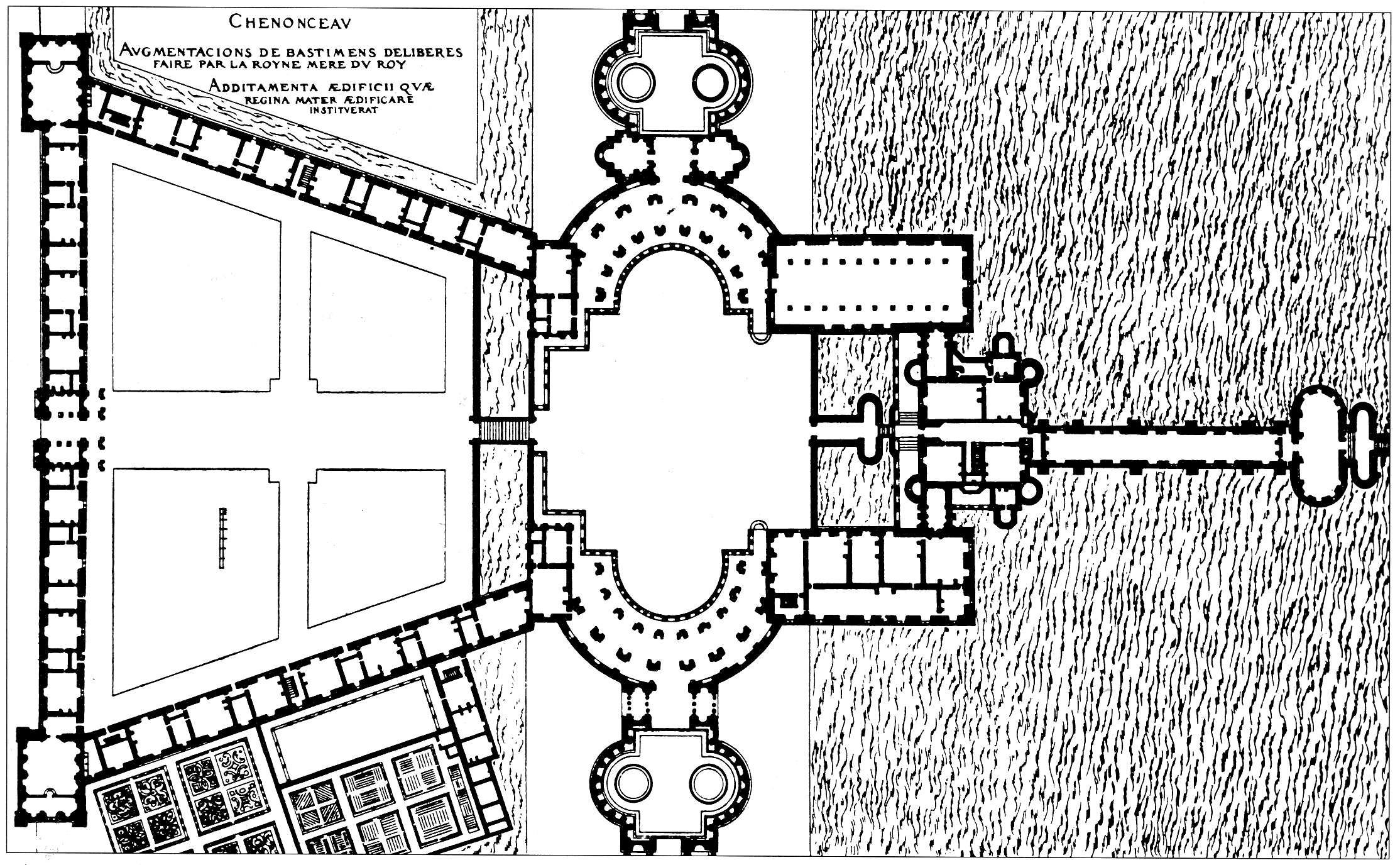
Жан Бюлан(Jean Bullant), проєкт перебудови замку Шенонсо, бл. 1572 р.(креслення Андре Дюсерсо 1579 р.)
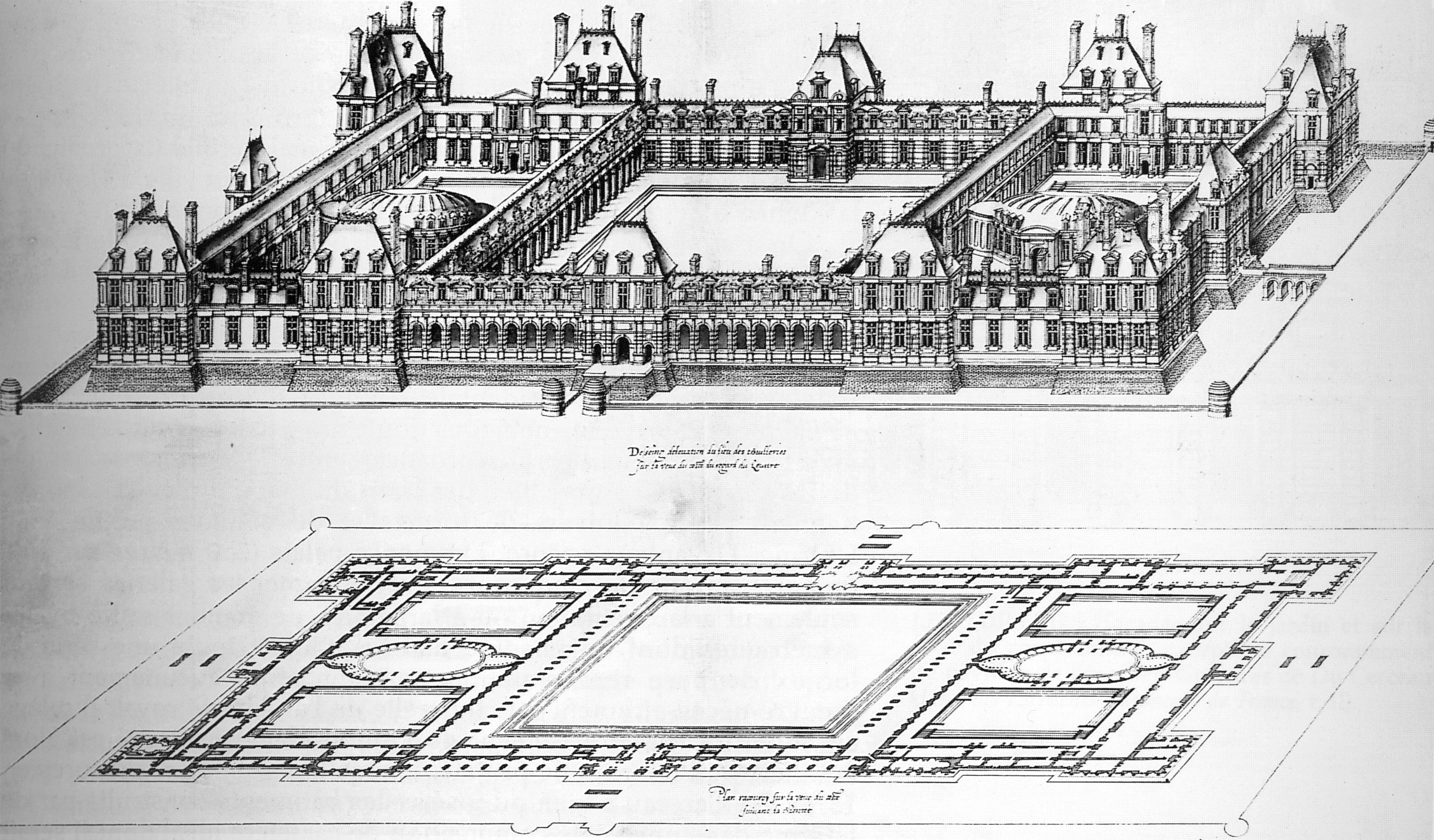
Проєкт розбудови палацу Тюїльрі 1579 р з овальними вестибюлями, не здійснено (креслення А. Дюсерсо)

## Доба бароко. Борроміні— майстер креслень архітектора
Франческо Борроміні — визнаний майстер креслень архітектора, якими він плідно займався ще в Мілані. Креслення Борроміні не мали собі рівних за фаховою віртуозністю в Італії 17 століття.
Тільки для церкви Сан Карло алле Кваттро Фонтане (італ. San Carlo alle Quattro Fontane) він зробив декілька варіантів плану. Визнаним шедевром креслень архітектора став варіант плану, виконаний близько 1638 року. Цілком симетричний, він значно цікавіший від плану, що здійснений в реальності. Фіксаційні плани будівель архітектора набувають великого значення через відсутність оригіналів креслень архітектора, які знищив сам Борроміні в пору хвороби наприкінці життя.

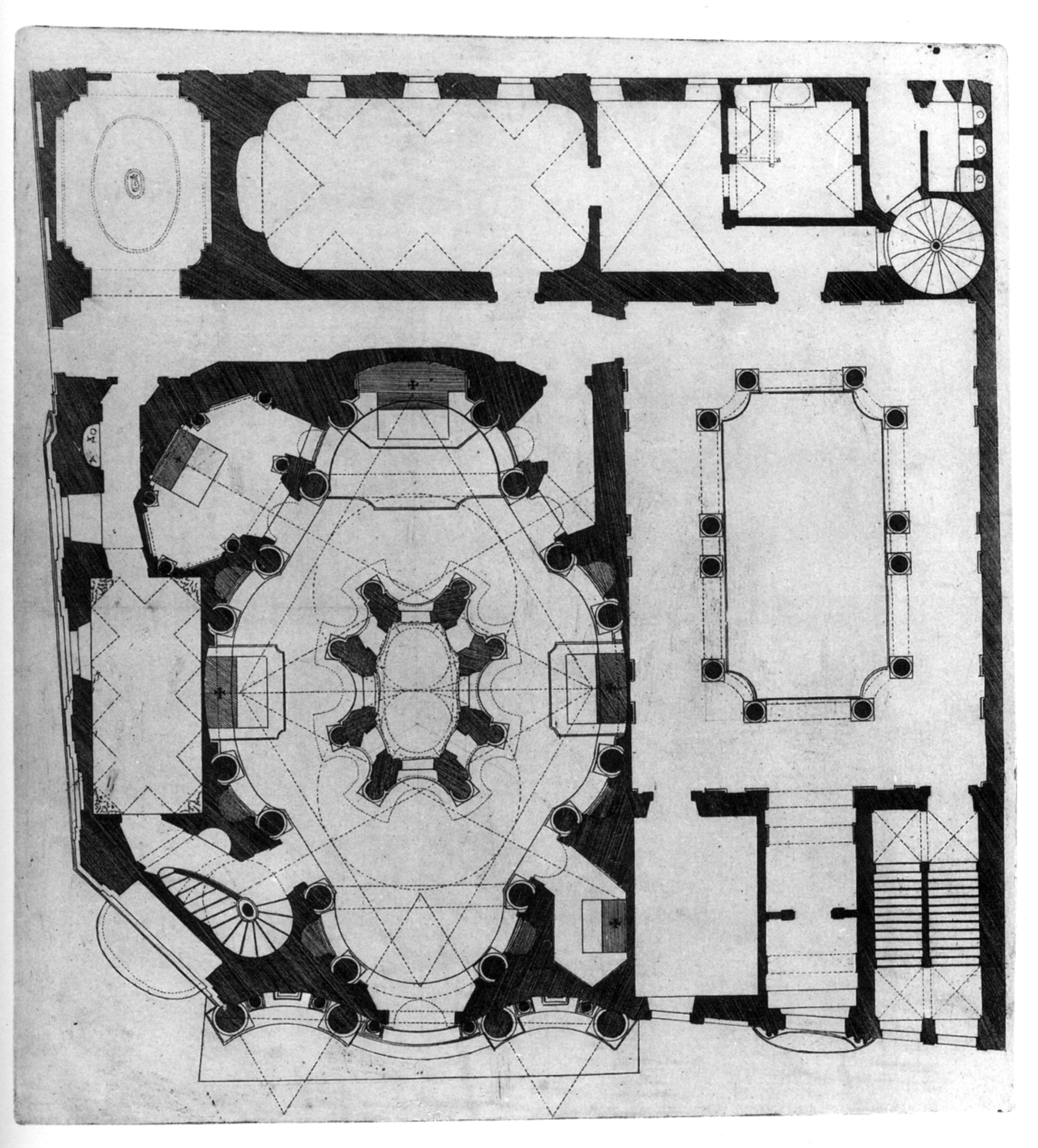
План церкви Св. Карла Борромео у чотирьох фонтанів
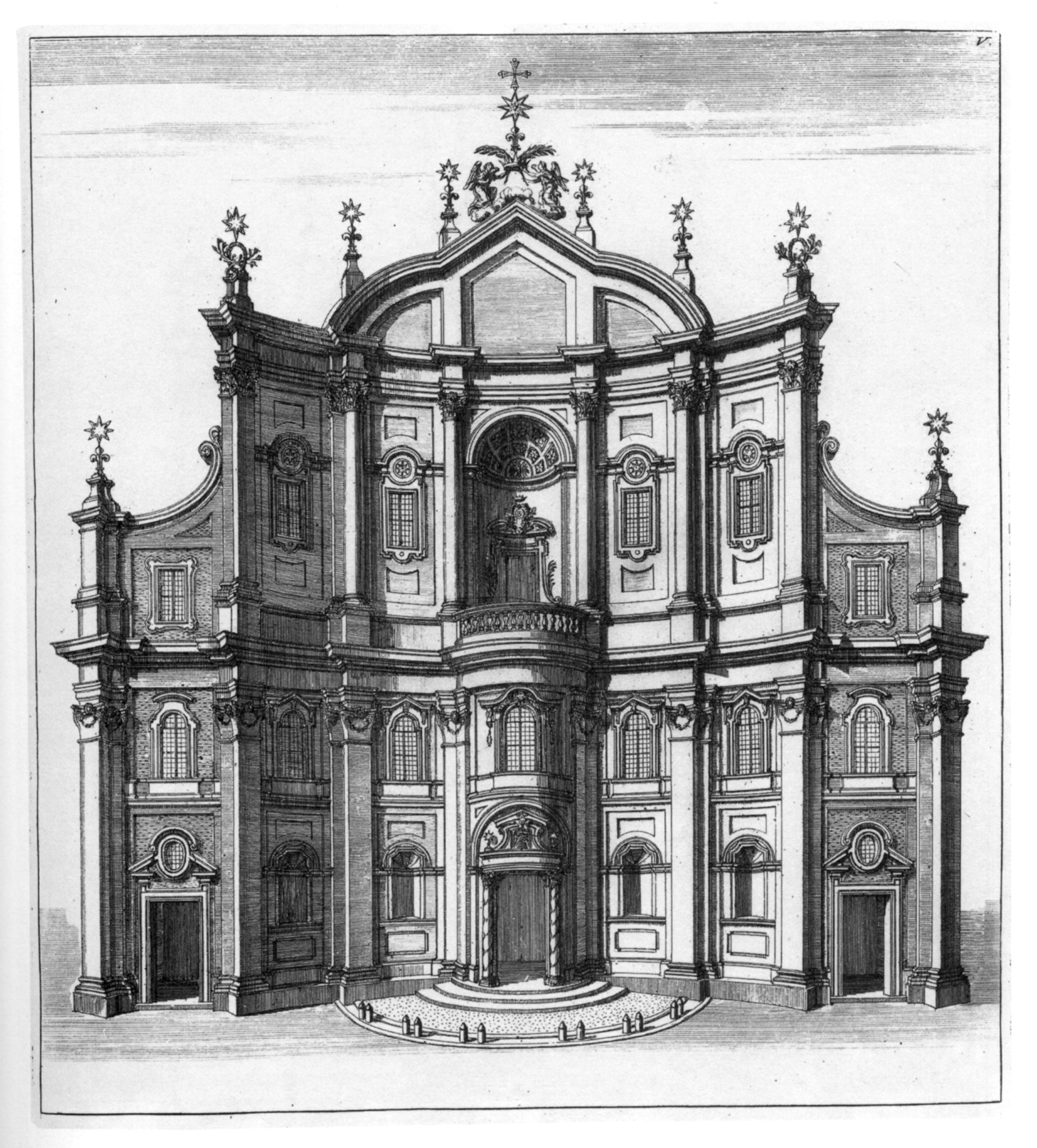
Борроміні. Ораторія ченців філіппінців, Рим
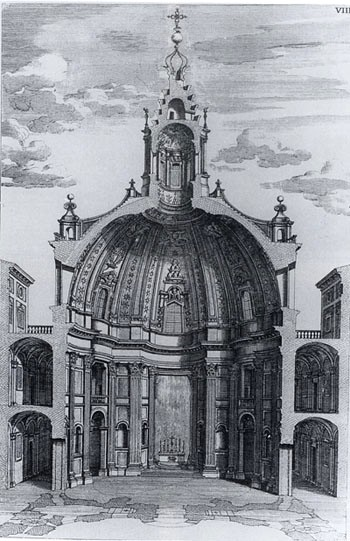
Борроміні, розріз церкви Сан Іво в університеті Риму

## Віртуози архітектурної графіки бароко

Лоренцо Берніні. План нового палацу Лувр для Парижа, не здійснено. Копія 1756 року.

Архітектори Франческо Каратті та Аноніо дела Порта, проєкт. Замок Рудніце, Чехія. Гравер Єремія Вольф, 1710 р.

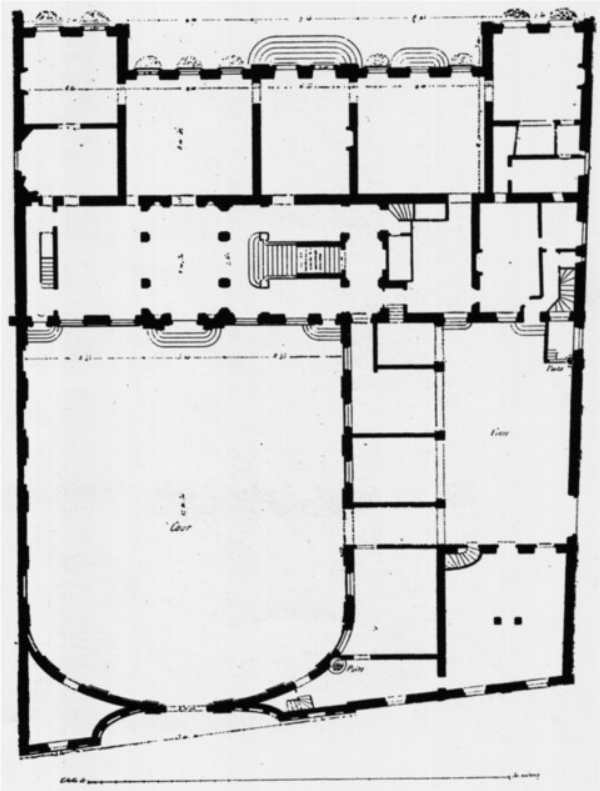
Архітектор Жак Буйє де Блуа (або Жак Буйє де Бурже). Отель (палац) Сале, Париж, поземний план забудови ділянки.
Архітектор Жан Куртон (1671-1739). Палац (отель) Матіньйон, Париж, план, 1720—1724 рр.
Джованні Баттіста Монтано. Фантазійна реконструкція храму Вести та його плануДжованні Баттіста Монтано. Фантазійна реконструкція храму Вести та його плану
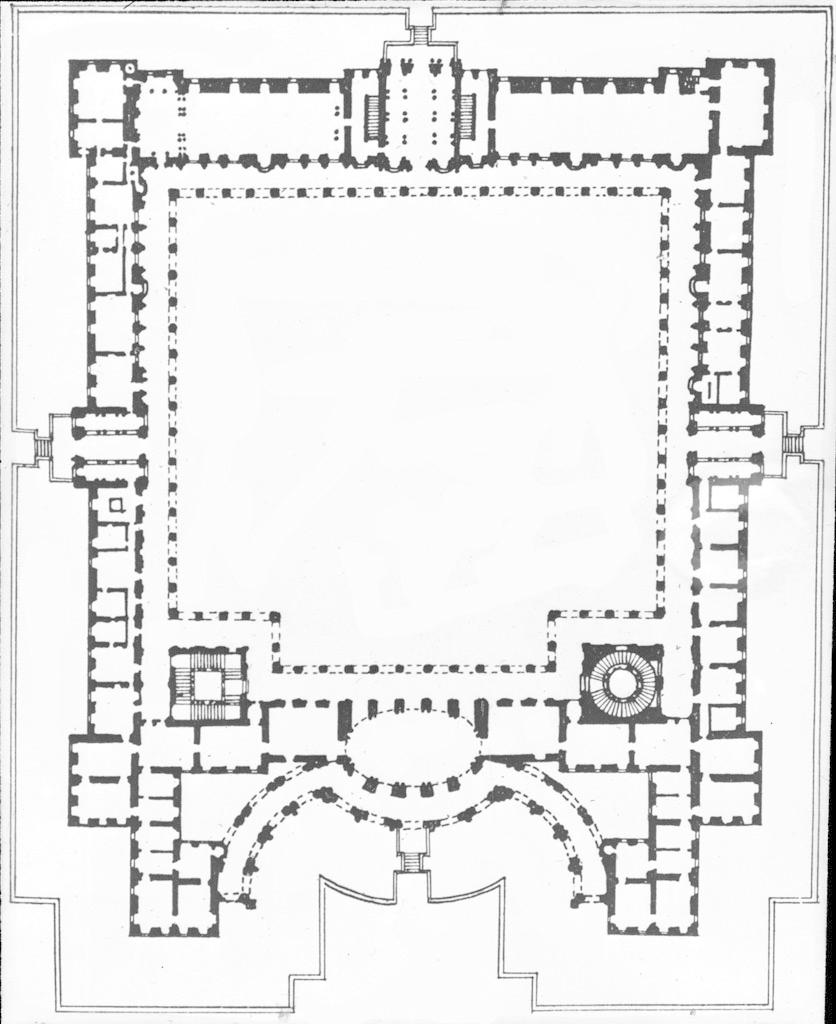
Лоренцо Берніні. Проєкт реконструкції палацу Лувр, план, не здійснено, 1655 р.
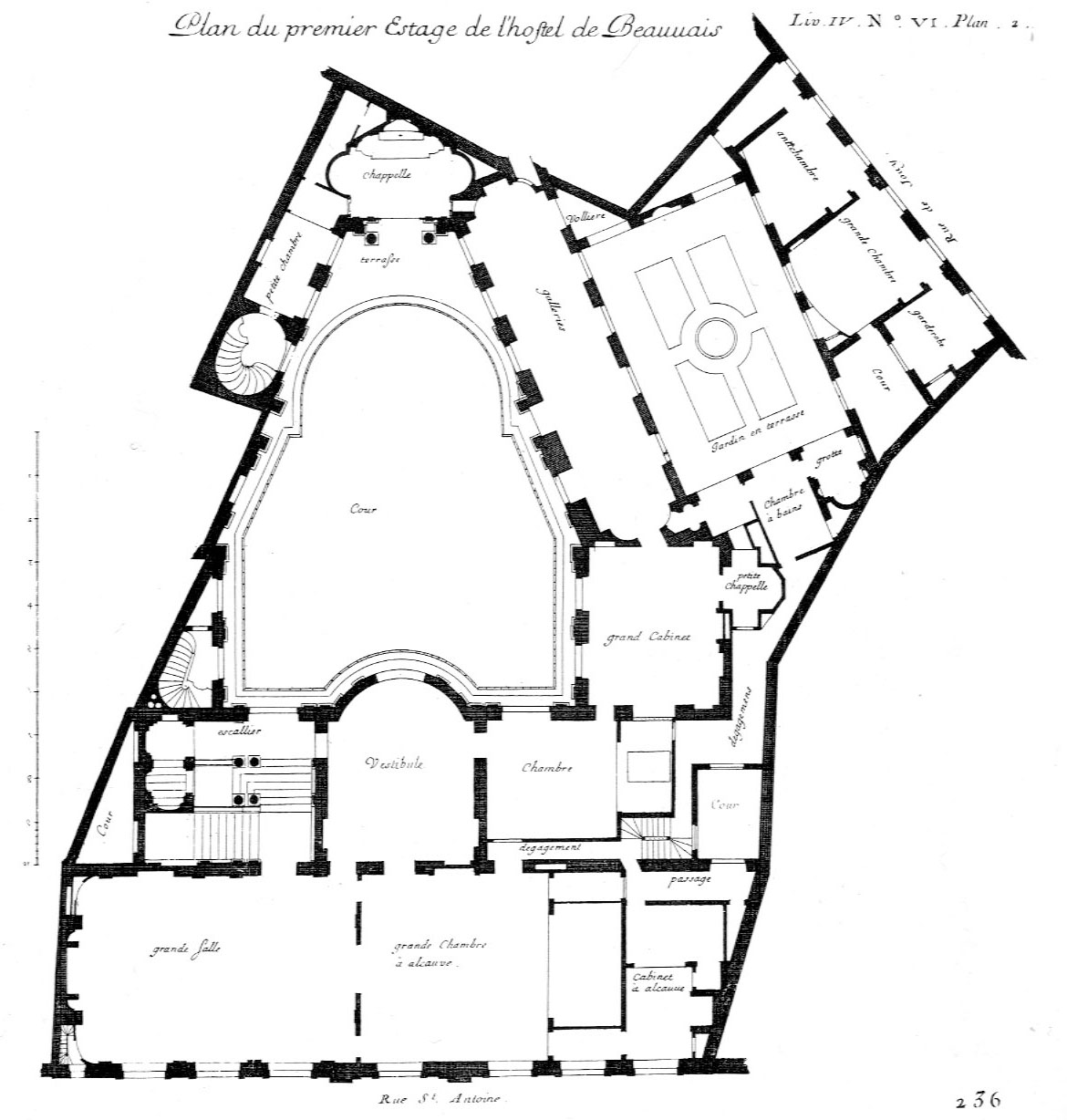
Арх. Антуан Лепотр (1621–1679). Париж, Палац Бове, план на несиметричній ділянці
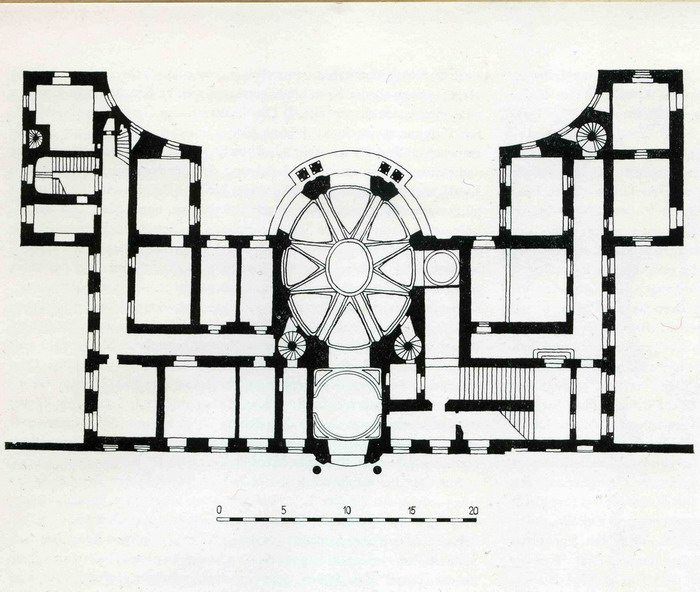
Джованні Алліпранді. Палац Лобковицьких Прага 1703 р.
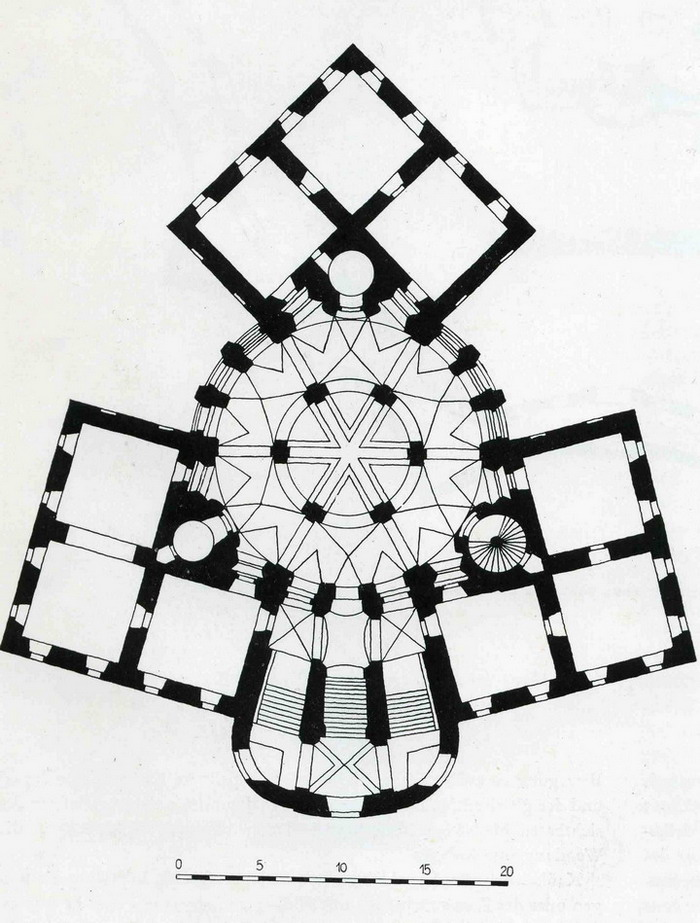
Джованні Сантіні. Замок Карлова Коруна, Хлумец, 1723 р.
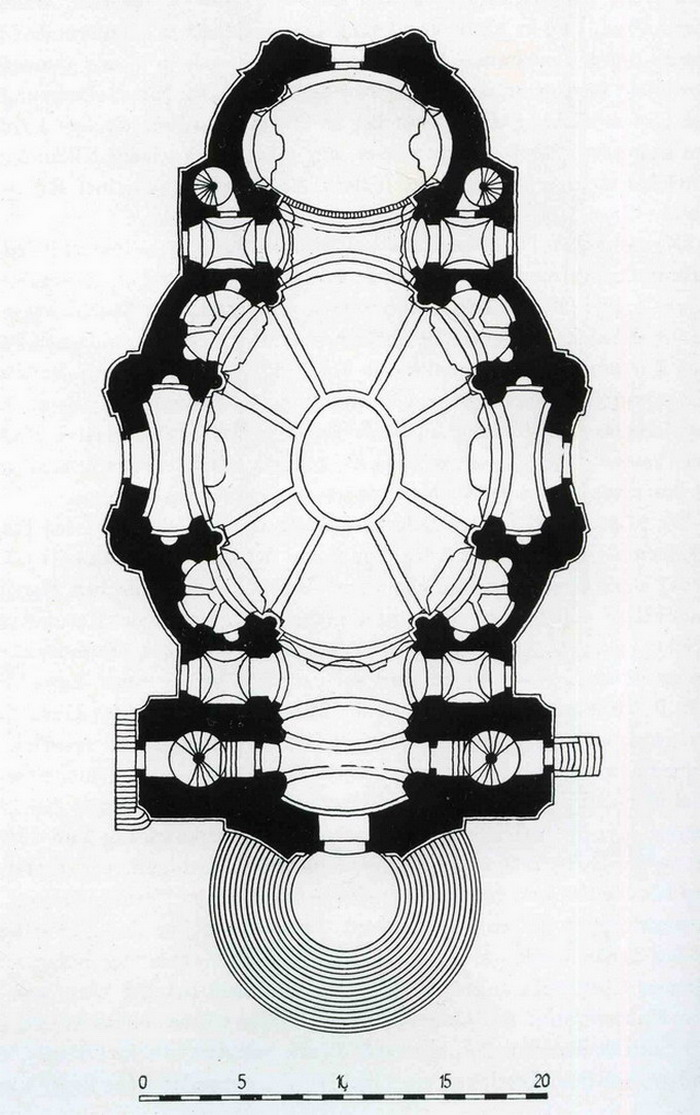
К.І. Дінценгофер. Церква Марії Магдалини, 1731 р., Карлови Вари.
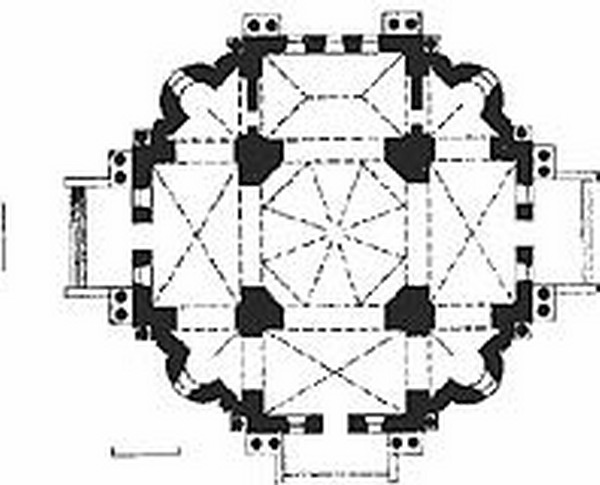
Карл Бланк. Садибна церква Спаса в Вороново, 1763 р.

## Креслення архітектора Растреллі
Велику естетичну красу мали креслення архітектора доби бароко. Про їх велику цінність знали. Креслення архітектора збирали, купували і копіювали роками ще за життя митця. Дослідникам відомо, що декілька креслень Растреллі придбав граф Петро Шеремєтєв і розмістив в особливій залі садиби Кусково. Вони стосувались будівель Царського Села. Їх показували гостям як родзинки збірки.
Креслення архітектора розійшлися по світу і їх зберігають музеї Польщі, Австрії, Росії. Саме з Австрії реставратори Києва отримали копії креслень Растреллі для проведення робіт в церкві Андрія Першозванного.

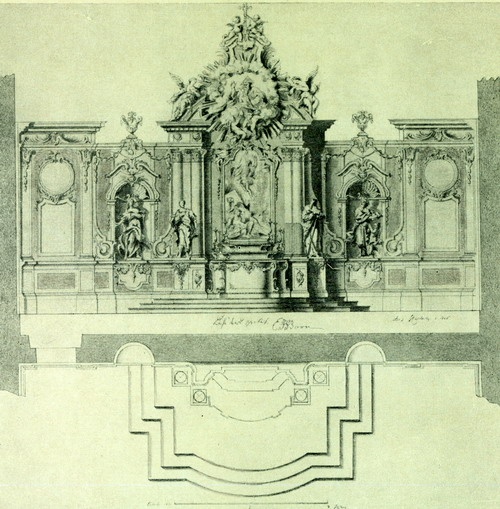
вівтар для палацової церкви в Мітаві, 1736 р.
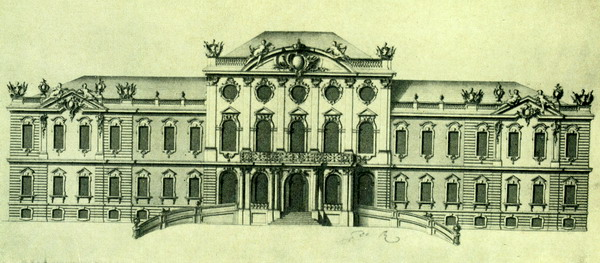
Палац в селі Покровському, фасад, 1752 р.
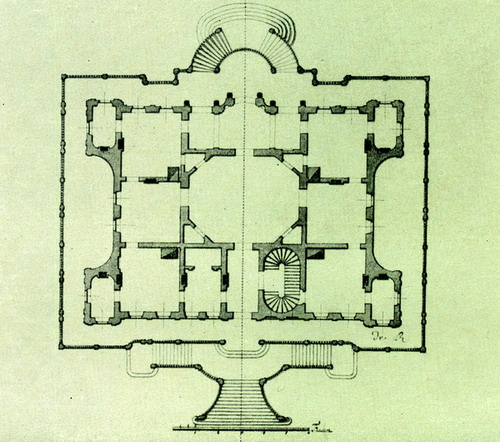
Дача Сіверса на Петергофському шляху, план, 1759 р.
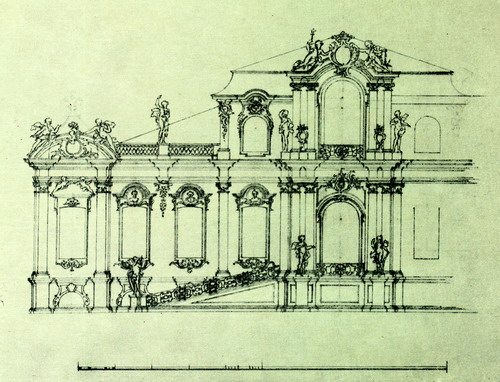
Дача Сіверса, малюнок фасаду в розробці, 1759 р.
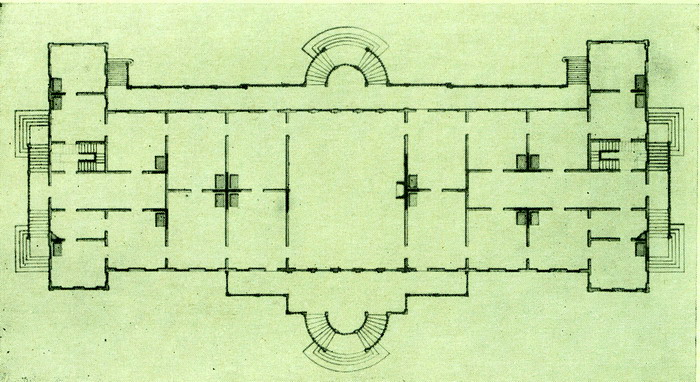
Палац Єлизавети в селі Перово, план, 1747 рік
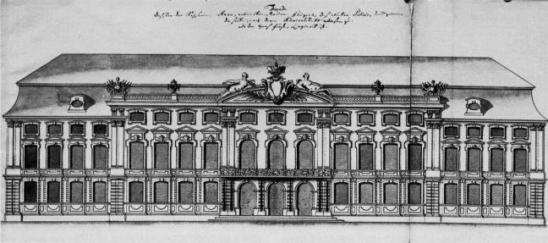
Зимовий палац для Анни Іванівни, фасад на Неву
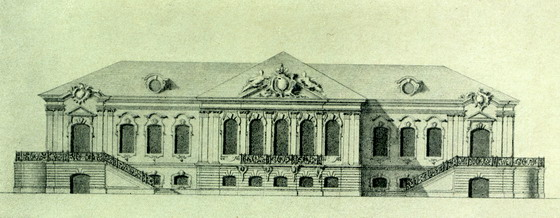
Подорожний палац Середня рогатка, фасад, 1754 рік
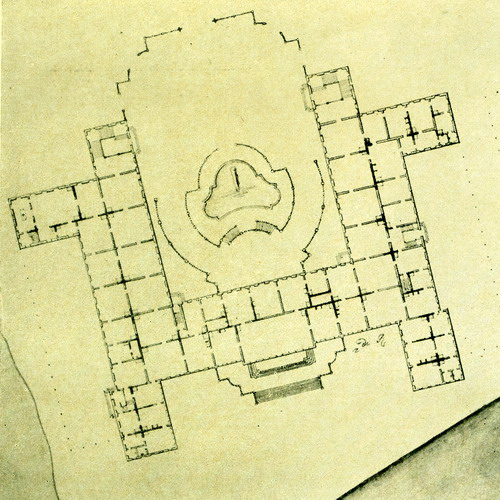
Літній палац, 2-й Літній сад, проєкт, 1741 рік
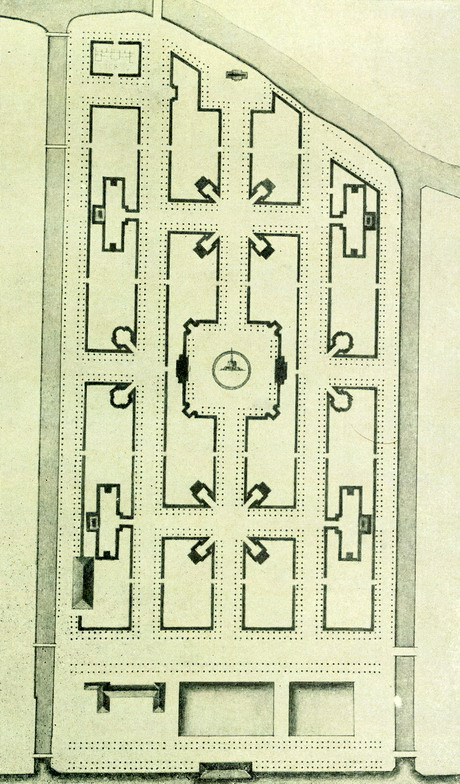
Проєкт ділянки саду Променад, 1740 р.
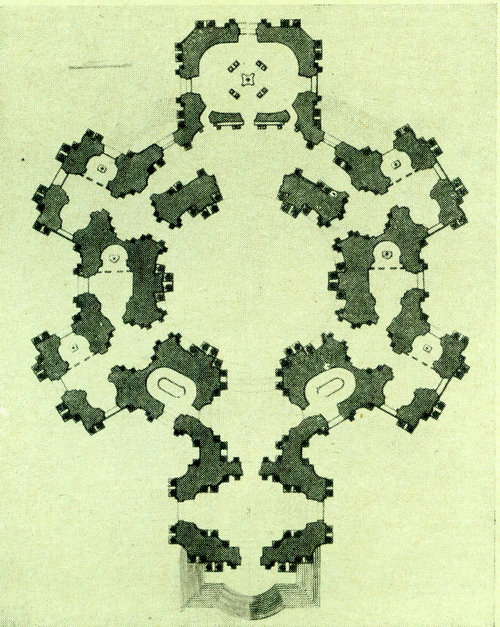
Церква Св.Трійці, план, до 1748 р.

## Архітектурна графіка Шарля де Вайї(1730—1798)

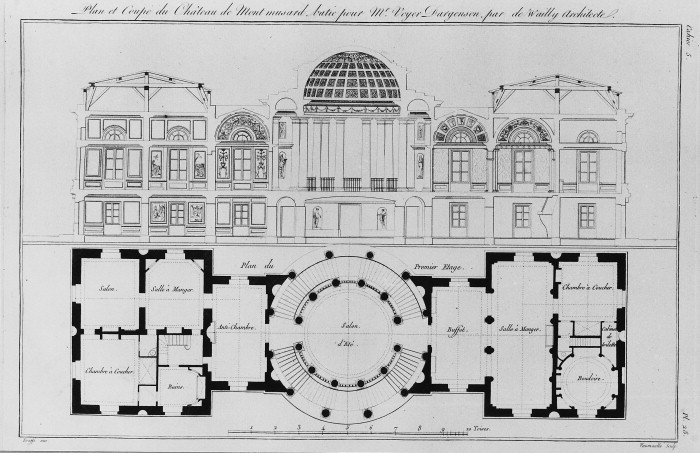
Замок Монмусар Chateau de Montmusard: section and plan(розріз і план, варіант проєкту)
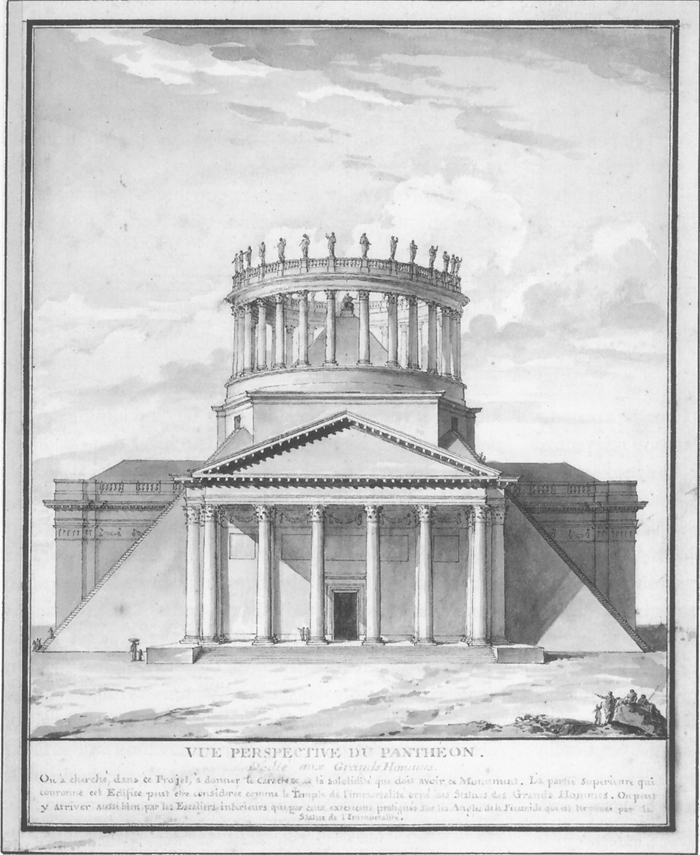
Project for transformation of the Panthéon, Paris,проєкт перебудови Пантеону в Парижі на храм Республіки
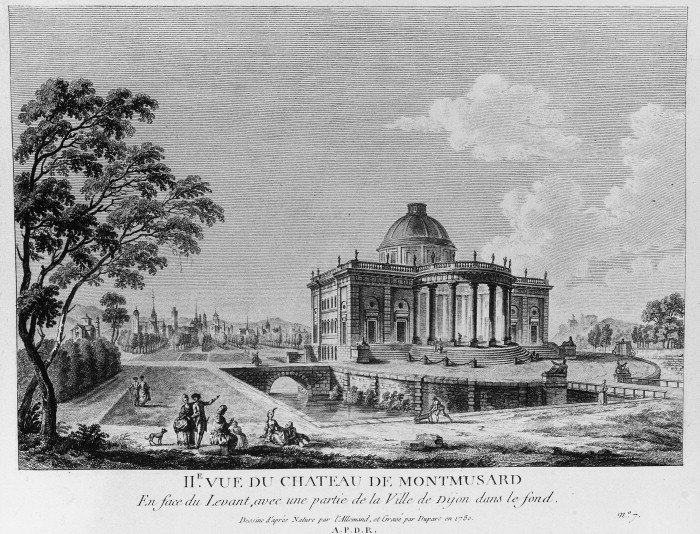
Замок Монмусар Château de Montmusard. Гравюра де Вайї 1765 р.

Два російські архітектори ( Баженов Василь Іванович , Старов Іван Єгорович ) навчалися в Парижі у Шарля де Вайї. Франція переживала не найкращі часи. Будівництво потроху скорочувалося, назрівала Французька революція. Однак на архітектурній графіці майстрів Франції занепад будівництва не позначився. В Парижі був осередок «паперової архітектури» 18 століття. Конкурсні проєкти того часу вражають бароково-складними планами і неокласичним декором. Майже кожна будівля прикрашена колонадами, портиками, а над архітектурними надлишками височать скульптури і купол (конкурсний проєкт Колегії всіх наук, арх. М. Ж. Пейр та ін.)
Всі ці риси притаманні і проєктам Шарля де Вайї. В проєкті замку Монмусар ми бачимо напівкруглу колонаду, скульптури на парапеті і купол, що наче перенесли у французьку провінцію з Риму. Не покидає враження папетики і надмірності, хоча фасади декоровані стримано.

## Шедеври креслень В.І.Баженова

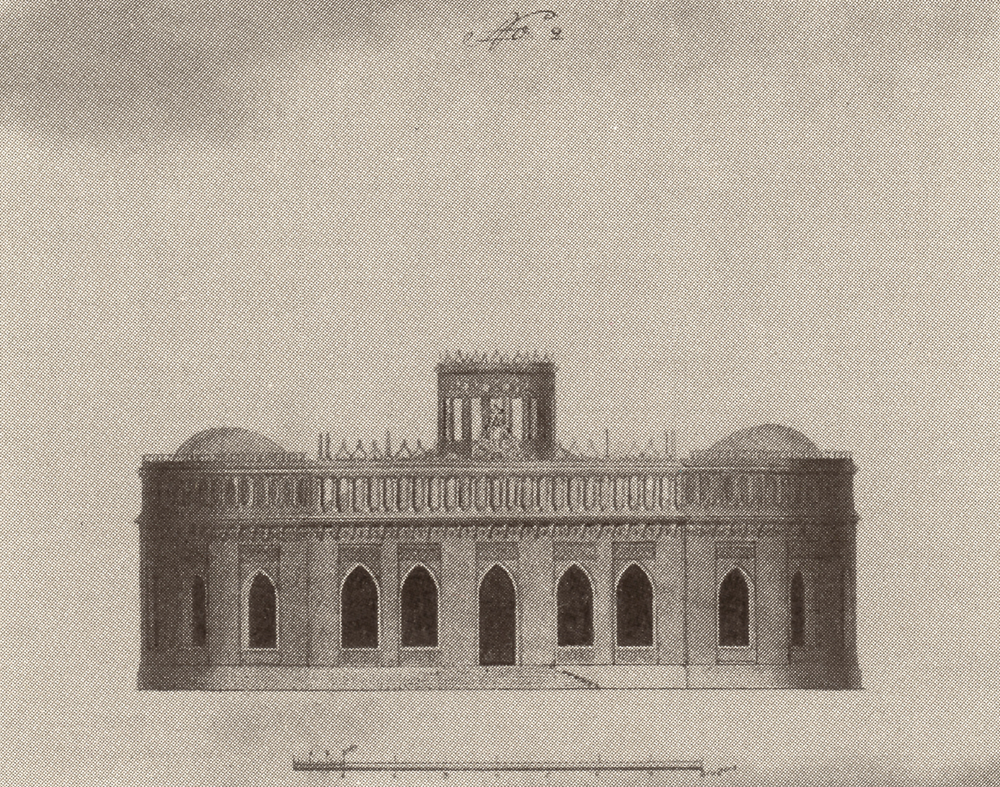
Західний фасад Третього Кавалерського корпусу. Палац з круглою залою
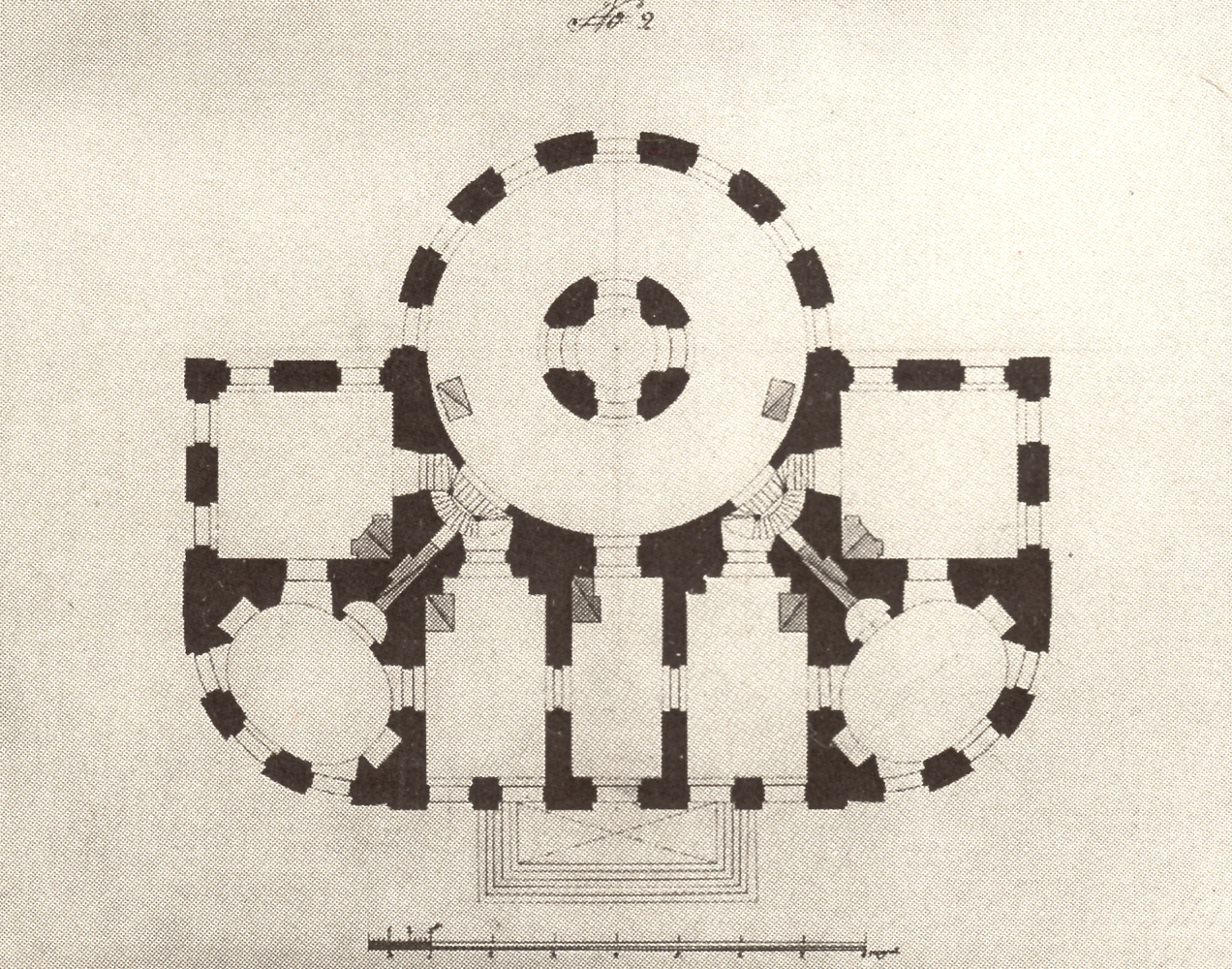
План Третього Кавалерського корпусу
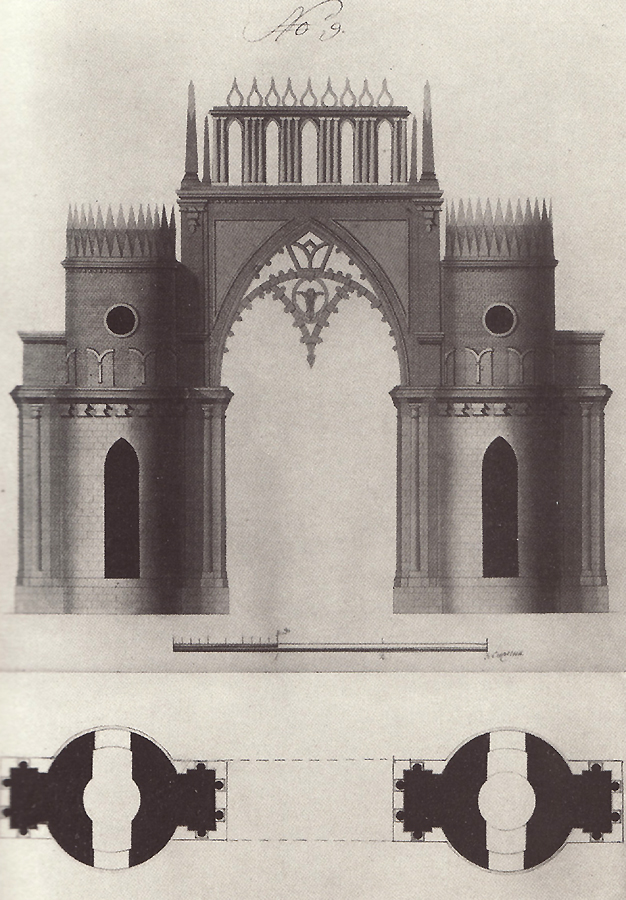
Фігурна брама

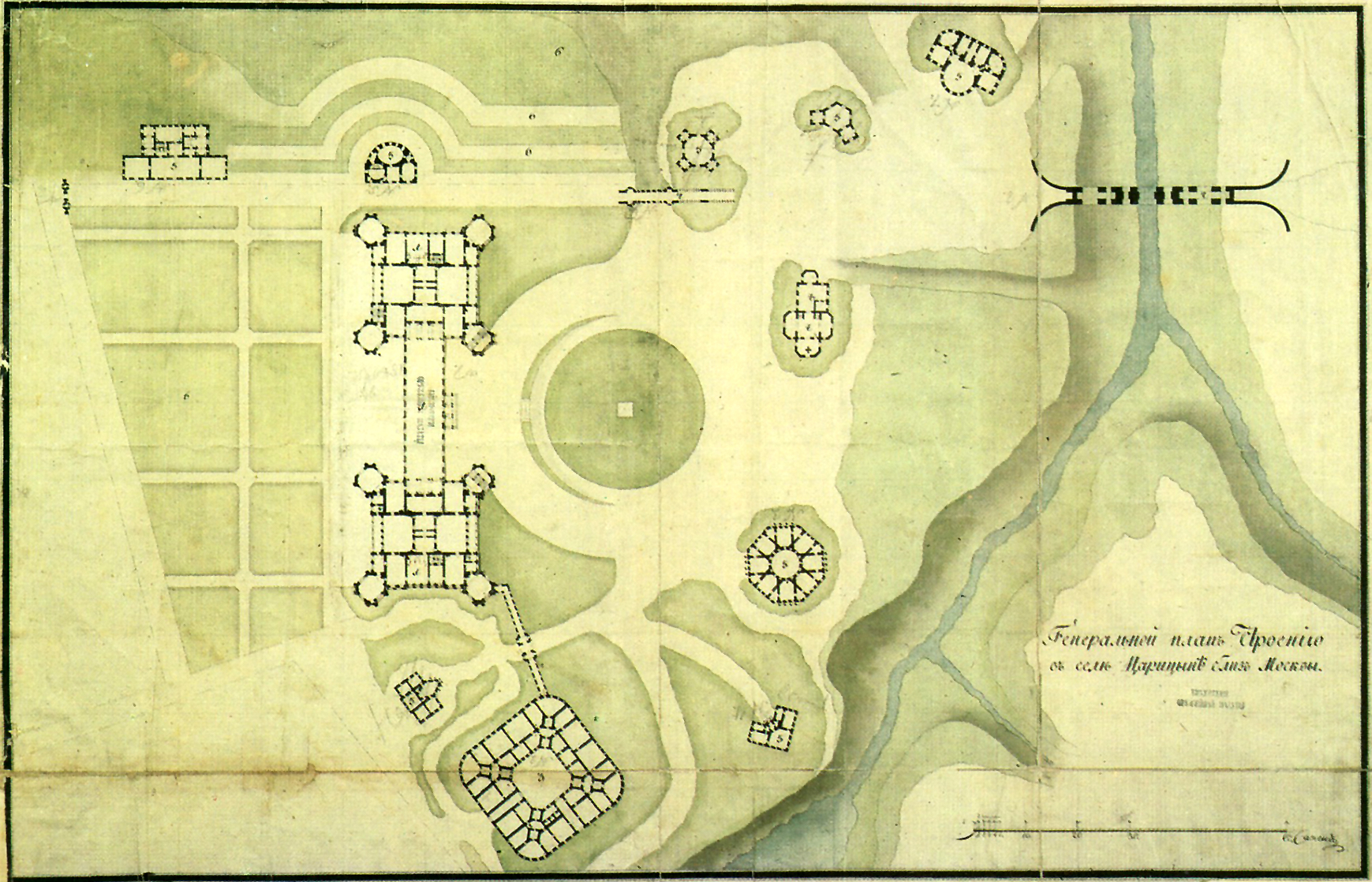
«Ген. план „Строение в селе Царицыне близ Москвы“». Фіксаційний план Казакова Матвія Федоровича. 1786 р.

Баженов навчався в Парижі у архітектора Вайї. Той був майстером архітектурної графіки. Але порівняння творів Баженова і Вайї не на користь вчителя. Учень виявився набагато талановитішим за вчителя.
В творчому доробку Баженова особливе місце займають архітектурні креслення. Його малюнки і креслення були предметами копіювання і крадіжок ще в роки перебування в Парижі. Охоче і часто їх копіювали архітектори й на батьківщині. Розсіяні по різним збіркам і музеям, вони сприяли утаємниченню творчого доробку майстра. А віднайдення оригіналів або копій ведеться й досі. Багату збірку креслень і планів Баженова зібрав його син з метою надрукувати. На жаль, друкування не відбулося, а доля колекції невідома.
Збережені оригінали і копії креслень-справжня школа для архітекторів любої доби, естетична радість для дослідників, прихильників архітектури і мистецтвознавців.
Найменша їх частина надрукована, а по деяким будівлям не знайдена досі. Трохи пощастило кресленням, що зробив архітектор для садиби Царицино, бо він відправляв їх в Петербург на утвердження імператриці. Архівні матеріали і креслення Баженова зберігає Музей архітектури ім. Щусєва в Москві, Державна бібліотека Росії, музей Державний Ермітаж. Частина креслень Баженова віднайдена в Парижі.

## «Архітектурна абетка» Штейнгрубера
Серед відомих митців архітектури німецьких земель - Йоган Давид Штейнгрубер ( 1702 - 1787 ), що працював на будівництві палаців в Мангеймі та Раштаті, в князівстві Ансбах. Він вимушено закінчував вже розпочаті споруди і власний досвід архітектора виклав в теоретичних працях «Architeccture Civile» ( надрукованих приблизно 1748 року ) та книзі «Практичний курс цивільної архітектури» ( 1763 р.) Конкукренція між архітекторами і пошуки нової (ідейної та формальної ) виразності споруд привели митців до зближення планів архітектурних споруд і латинських літер. Так Антон Глоннер, що був сучасником Йогана Давида Штейнгрубера, запропонував проєкт нових колегії і церкви для єзуїтів у вигляді монограми Христа - «IHS». Талановитий, з розвиненою ерудицією Штейнгрубер пішов далі і створив низку проєктів князівських палаців, поземні плани яких - це декілька латинських літер, внутрішнє порожнє поле яких розроблене як низка залів, житлових приміщень, коридорів, гвинтових сходинок. Контур літер - зовнішні стіни палацових споруд, розроблені і прикрашені як звичні тодішні споруди - з вікнами, порталами, міжповерховими карнизами, парапетами, прикрашеними скульптурами, ризалітами. Проєкти, оприлюднені 1773 року, не що інше як цікава паперова архітектура. Так, літера «Е» - це житловий комплекс на три поверхи, де середній виступ літери «Е» розроблений як каплиця з куполом. Літери обіграні настільки вдало, що деякі могли бути цілком реалізовані - наприклад, літера «Н» або «Х», план останньої дещо нагадував план мисливського палацу Ступініджі Філіппо Ювари. Віртуозно обіграна навіть літера «S», яку майстерний Штейнгрубер подав як несподіваний князівський палац з двома куполами. Звичайно, що частка літер-споруд викликала здивування як екзотика, як куншт і гра змістів, твір, вартий кабінету курйозів, а не реального відтворення. Проєкти споруд у вигляді літер Йогана Давида Штейнгрубера (з детально розробленими фасадами) - предмет вивчення сучасних студентів-архітекторів, мистецтвознавців і колекціонерів.

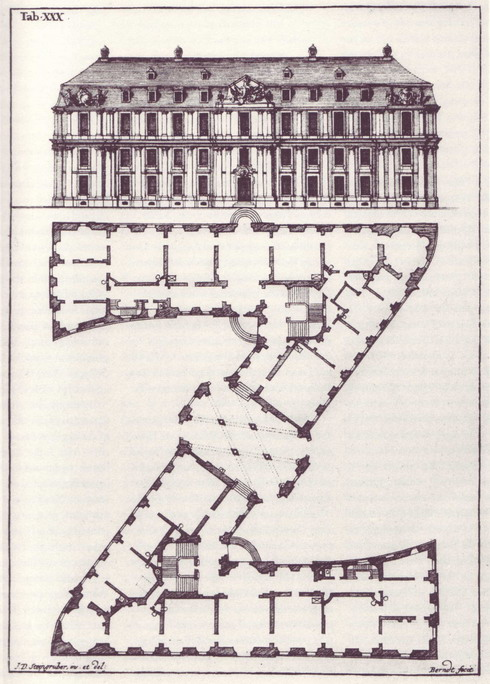
Арх. Штейнгрубер. План у вигляді літери Z
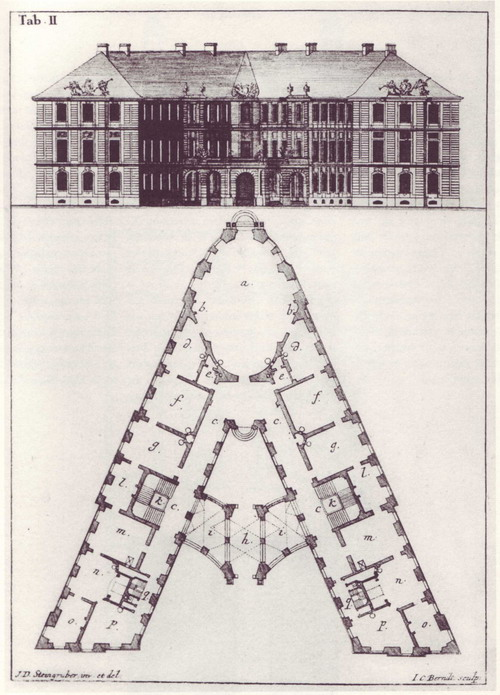
План у вигляді літери A. Фасад з боку двору зверху
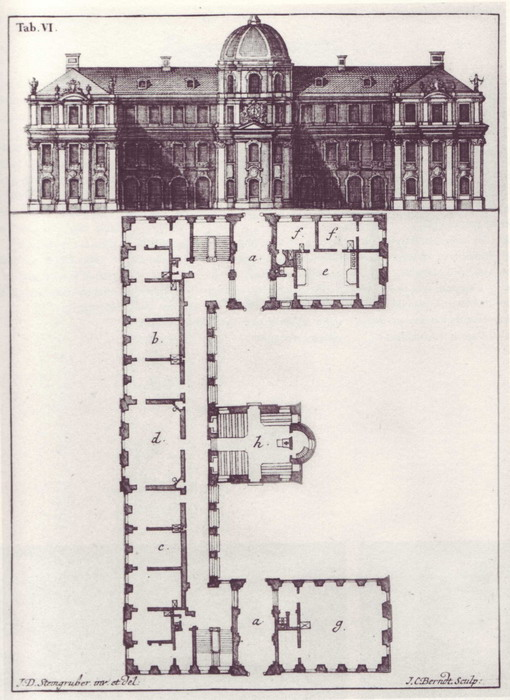
План у вигляді літери E.Фасад з боку ризалітів і центральної каплиці
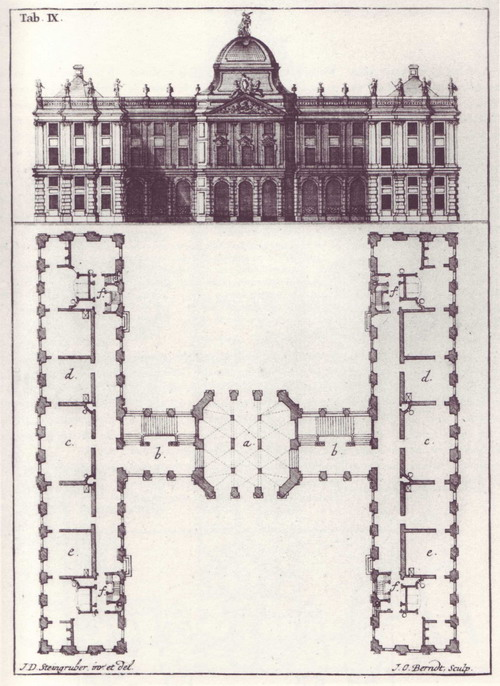
План у вигляді літери H.Фасад з боку одного дворика зверху
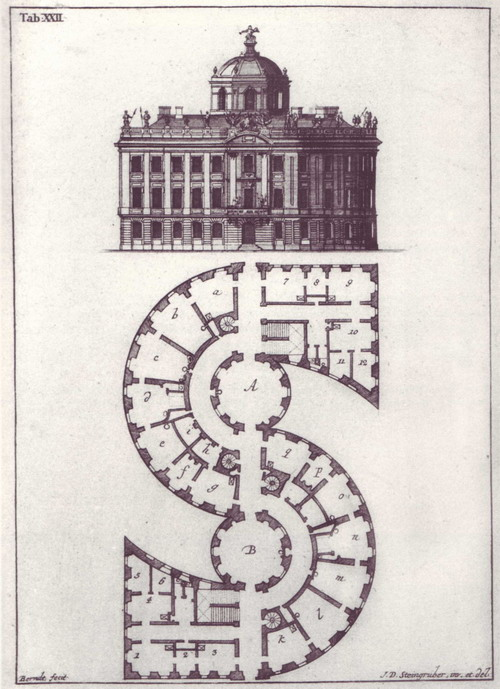
Арх. Штейнгрубер. План у вигляді літери S. Зверху — бічний фасад.

## Архітектурна графіка класицизму

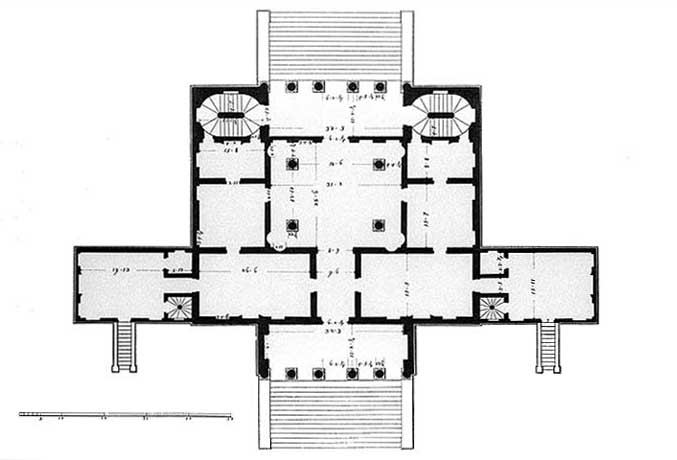
План вілли Корнаро арх. Бертотті Скамоцці (Bertotti Scamozzi), 1781.
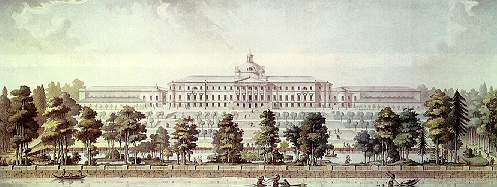
Казаков Матвій Федорович, Голіцинська лікарня в Москві, 1775 р.
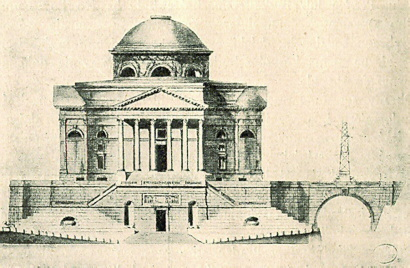
Якуб Кубицький, Проєкт храму Божого Провидіння для Варшави, 1792 р.
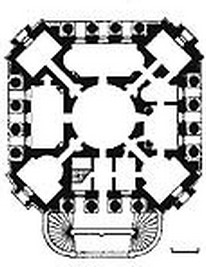
Фіксаційний план палацу (садиба  Петровське-Алабіно, Росія ) до 1776 р.
Доменіко Жилярді. Поземний план споруди університету у Москві, відновлення після пожежі, 1817 р., Мендризио, Швейцарія.
Церква Святого Духа (Шкинь), поземний план

На відміну від майстрів бароко архітектурна графіка майстрів класицизму наче втрачає поклик, схвильованість, нестримну фантазію. Все заспокоюється і стає суто симетричним і підкореним надлюдському закону, вищій дисципліні, розуму. Навіть грандіозні конкурсні проєкти симетричні, підкорені давнім законам побудови і дисципліні попри всі нововведення автора(конкурсний проєкт Кадетського корпусу для Петербургу архітектора І.Старова з дортуарами, театром і пристанню на Неві).
Навіть у 17 столітті, коли в романських країнах буяв розкішний стиль бароко, архітектори класицизму наче забували про хвилясті лінії, такі притаманні навколишній природі(руслам річок, струмкам, стежкам і шляхам) і стилю бароко. Тому монументальний, дуже великий за розмірами палац Вайтхол у Лондоні має монотонні, однакові фасади, що поріднюють палацову архітектуру з казармою. І лише бічні башти в стилі бароко та висока якість обробки деталей вказували на палацове призначення будівлі. Але палац у повному обсязі так ніколи і не побудували.

## Крістофер Рен. Палац Вайтхолл, креслення архітектора.

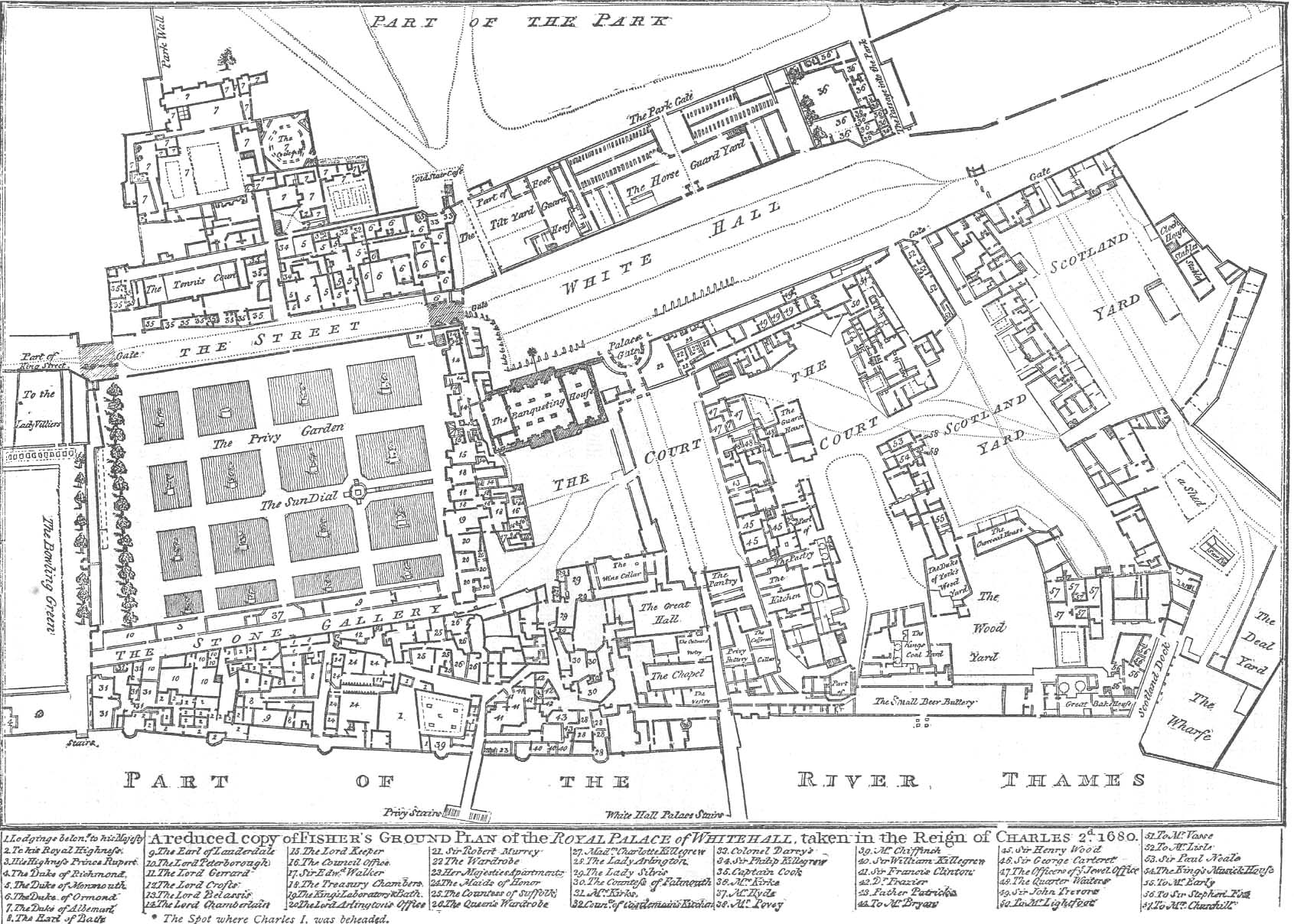
Хаотична забудова Лондона і Вайтхолл до перебудови на мапі 1680 р.
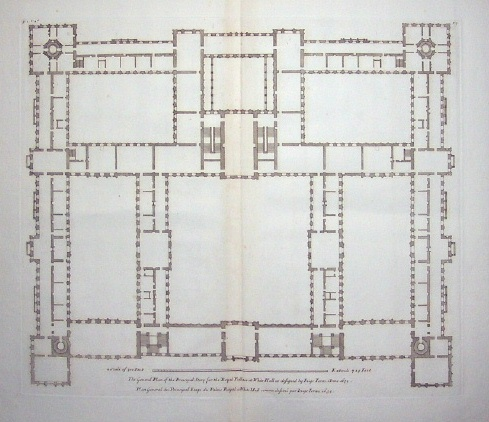
Палац Вайтхолл, генеральний план нездійсненої будівлі
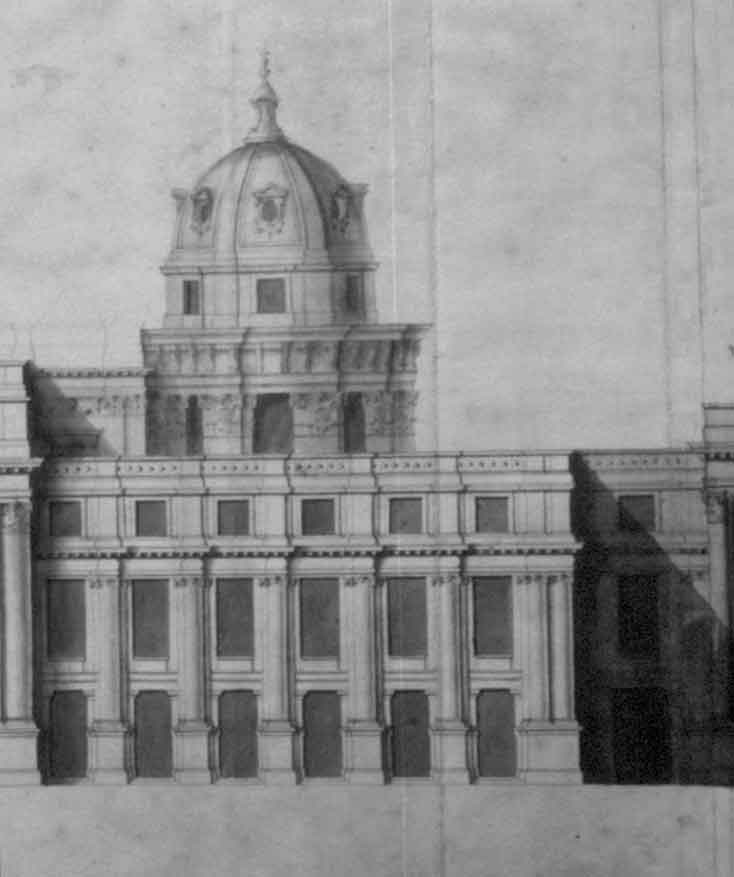
Бічна башта Вайтхоллу за проєктом Крістофера Рена, не здійснено

## Портрети архітекторів з креслениками

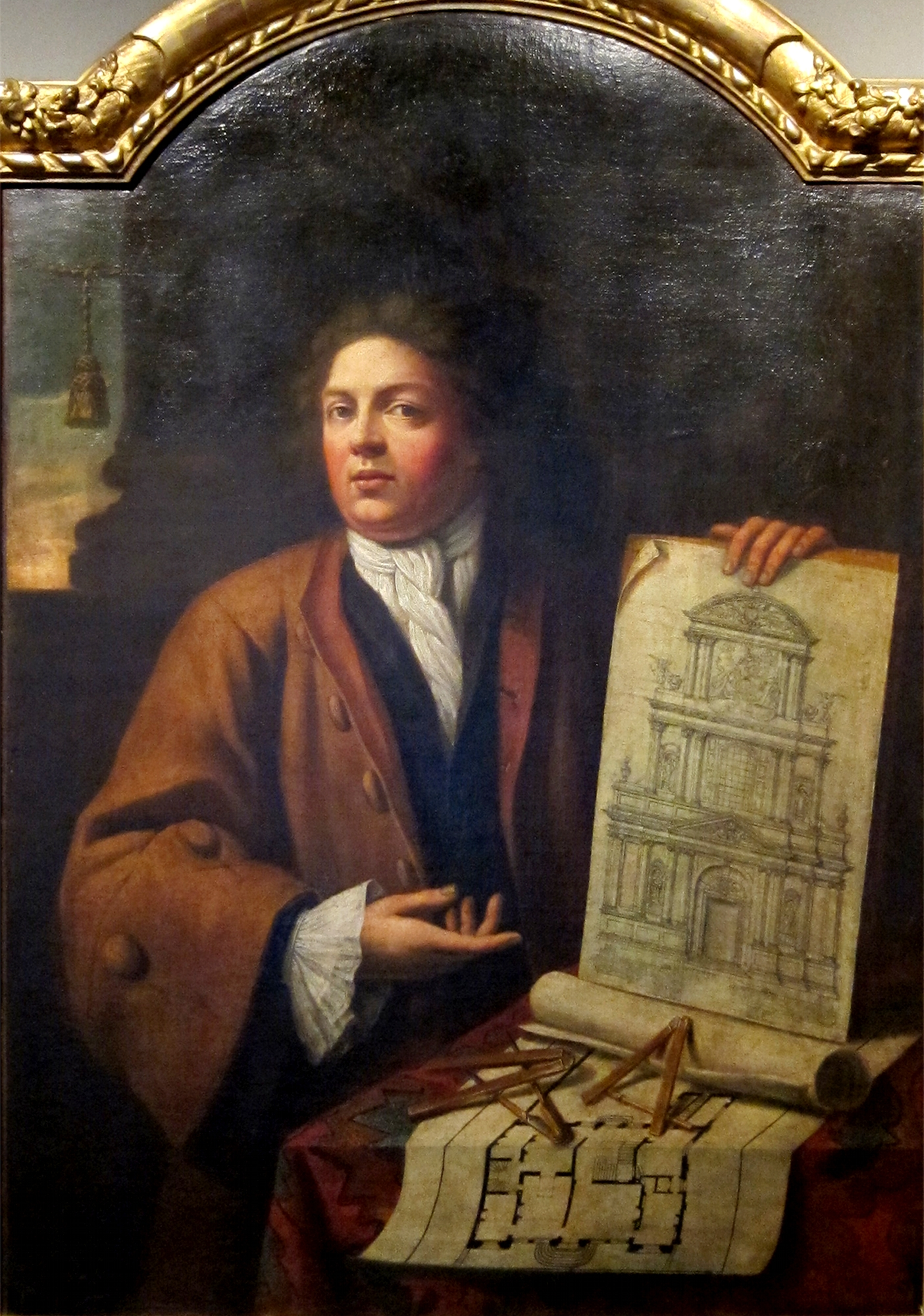
Худ. Арну Вуе (1644—1720). «Портрет архітектора Тома-Жозефа Комбера», кінець 17 ст., музей шпиталю, м. Лілль.
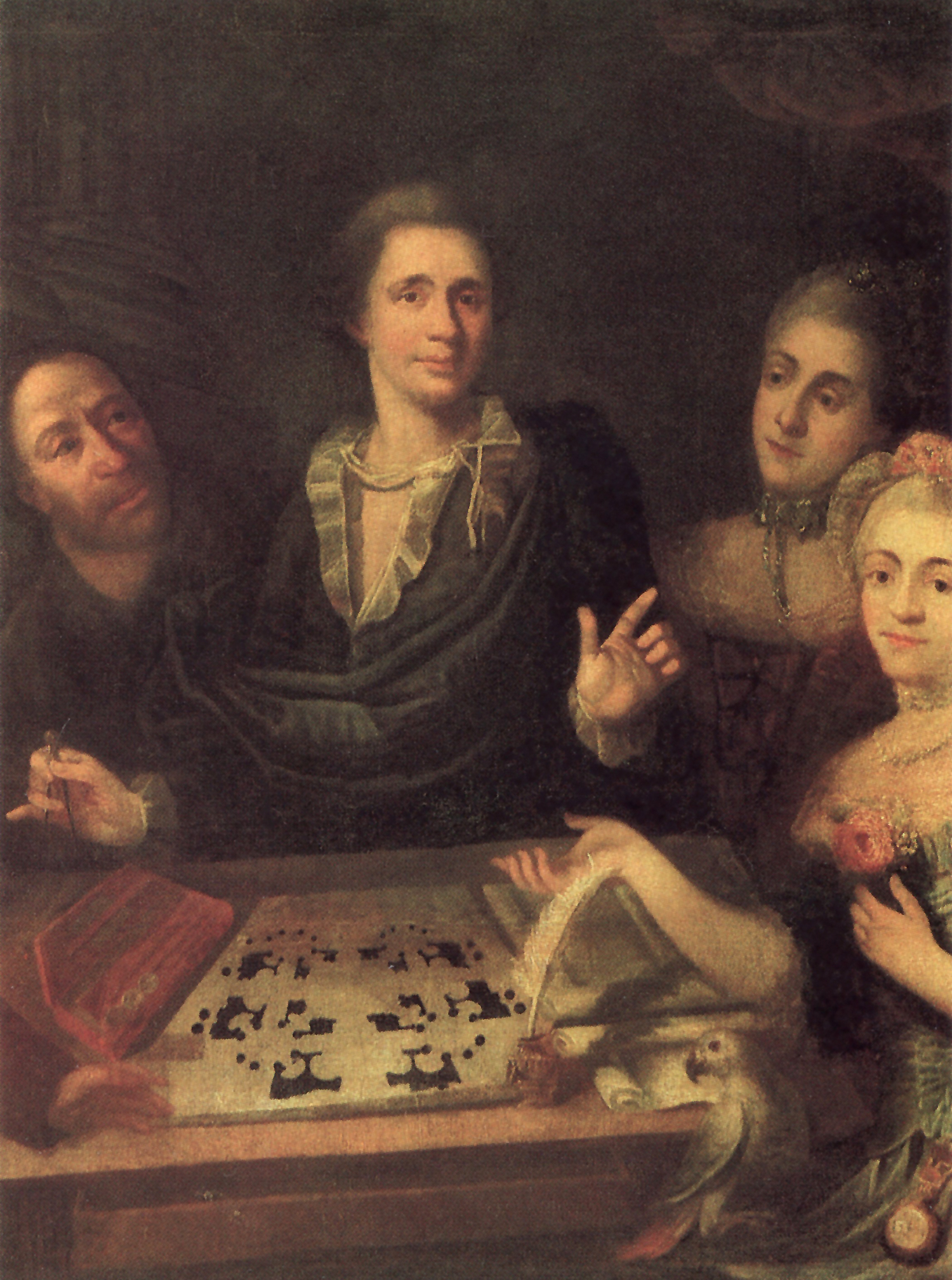
Анонім кінця 18 ст. (Некрасов І.Т. ?) «Архітектор Василь Баженов з родиною»